# Liste der Kulturdenkmale in Ebersbach/Sa. (M–Z)
In der Liste der Kulturdenkmale in Ebersbach/Sa. (M–Z) sind alle Kulturdenkmale des Ortsteils Ebersbach/Sa. der sächsischen Stadt Ebersbach-Neugersdorf verzeichnet, die bis September 2024 vom Landesamt für Denkmalpflege Sachsen erfasst wurden (ohne archäologische Kulturdenkmale) und deren Straßenname mit den entsprechenden Anfangsbuchstaben beginnt. Die Anmerkungen sind zu beachten.
Diese Liste ist eine Teilliste der Liste der Kulturdenkmale in Ebersbach-Neugersdorf.

## Liste der Kulturdenkmale in Ebersbach/Sa.
| Bild                                    | Bezeichnung | Lage                                    | Datierung | Beschreibung | ID       |
| --------------------------------------- | --- | --------------------------------------- | --- | --- | -------- |
| Weitere Bilder                          | Wettersäule | Marktplatz, Ecke Bahnhofstraße (Karte)  | Ende 19. Jahrhundert                                                                                            | Frei stehendes Türmchen Schaukästen, ortsgeschichtlich und technikgeschichtlich von Bedeutung | 09225985 |
| Direkt Bild zu diesem Denkmal hochladen | Wohnhaus mit Laden in offener Bebauung, Ecklage | Marktstraße 1 (Karte)                   | Ende 19. Jahrhundert                                                                                            | Eckhaus, Putzbau mit Fensterverdachungen und Lisenengliederung, baugeschichtlich und straßenbildprägend von Bedeutung. Teilweise originale Fenster und Haustür in der Marktstraße, Anbau abgebrochen. | 09225984 |
| Weitere Bilder                          | Wohnhaus (Umgebinde) | Marktstraße 4 (Karte)                   | Mitte 19. Jahrhundert, verändert                                                                                | Obergeschoss Fachwerk, verbrettert, Giebelseite verschiefert, mit Ladeneinbau, baugeschichtlich von Bedeutung, zwei vergitterte Fenster | 09225873 |
| Direkt Bild zu diesem Denkmal hochladen | Druckereiausstattung mit allem Zubehör und Maschinen | Marktstraße 5 (Karte)                   | 1910er Jahre | Technikgeschichtlich von Bedeutung, bis Oktober 2010 irrtümlich unter der Hausnummer 3 in der Denkmalliste | 09225986 |
| Weitere Bilder                          | Wohnhaus (Umgebinde) | Marktstraße 6 (Karte)                   | Mitte 19. Jahrhundert, verändert                                                                                | Eingeschossig, Giebel Fachwerk, verbrettert, baugeschichtlich und sozialgeschichtlich von Bedeutung | 09225871 |
| Direkt Bild zu diesem Denkmal hochladen | Wohnhaus in offener Bebauung | Marktstraße 7 (Karte)                   | Ende 19. Jahrhundert                                                                                            | Putzbau mit Stockgesims, hölzerner Veranda und Holzziergiebel, baugeschichtlich von Bedeutung. Originale Fenster und Tür, gefährdet, leerstehend, Biberschwanzdeckung und Dachhäuschen, drei Blitzableiter. | 09225987 |
| Direkt Bild zu diesem Denkmal hochladen | Wohnhaus (Umgebinde) | Marktstraße 8 (Karte)                   | Mitte 19. Jahrhundert, verändert                                                                                | Eingeschossig, Giebel Fachwerk, verkleidet, baugeschichtlich und sozialgeschichtlich von Bedeutung. Alte Fenster und Fensterbekleidungen. | 09225872 |
|                                         | Wohnhaus (Umgebinde) | Marktstraße 12 (Karte)                  | Mitte 19. Jahrhundert                                                                                           | Eingeschossig, baugeschichtlich und sozialgeschichtlich von Bedeutung | 09225870 |
| Weitere Bilder                          | Wohnhaus (Umgebinde) | Marktstraße 15 (Karte)                  | Bezeichnet mit 1826 (Türsturz)                                                                                  | Obergeschoss Fachwerk, Giebel verkleidet, baugeschichtlich von Bedeutung. Krüppelwalmdach, Biberschwanzdeckung, eine Fledermausgaube, ein vergittertes Fenster. | 09225988 |
|                                         | Wohnhaus (Umgebinde) | Marktstraße 17 (Karte)                  | 1. Hälfte 19. Jahrhundert                                                                                       | Eingeschossig, baugeschichtlich und sozialgeschichtlich von Bedeutung. Verbretterung in Steinbauimitation, originale Fenster mit Fensterbekleidungen, Krüppelwalmdach, Biberschwanzdeckung mit Dachhäuschen und Fledermausgaube. | 09225989 |
| Weitere Bilder                          | Zwei aneinander gebaute Wohnhäuser (Umgebinde) | Marktstraße 20, 22 (Karte)              | Anfang 19. Jahrhundert                                                                                          | Eingeschossig, baugeschichtlich und sozialgeschichtlich von Bedeutung, zum Teil alte Fenster | 09225867 |
| Direkt Bild zu diesem Denkmal hochladen | Wohnhaus | Marktstraße 27 (Karte)                  | Mitte 19. Jahrhundert                                                                                           | Obergeschoss Fachwerk, zum Teil verbrettert, baugeschichtlich und straßenbildprägend von Bedeutung, originale Biberschwanzdeckung, zum Teil originale Fenster | 09225734 |
| Weitere Bilder                          | Wohnhaus (Umgebinde) | Marktstraße 32 (Karte)                  | Anfang 19. Jahrhundert                                                                                          | Doppelstubenhaus, Obergeschoss Fachwerk, verschiefert, baugeschichtlich und straßenbildprägend von Bedeutung. Gefährdet, zwei Blitzableiter, drei Fledermausgauben mit verzierten Rundbogenfenstern, Eingangsbereich ziegelverblendet. | 09225866 |
| Direkt Bild zu diesem Denkmal hochladen | Wohnhaus | Marktstraße 38 (Karte)                  | Anfang 19. Jahrhundert                                                                                          | Eingeschossig, Giebel verbrettert, baugeschichtlich und sozialgeschichtlich von Bedeutung. Originale Fenster und Tür, gefährdet. | 09225751 |
| Direkt Bild zu diesem Denkmal hochladen | Wohnhaus | Marktstraße 42 (Karte)                  | Laut Auskunft 1860                                                                                              | Eingeschossig, Giebel verschiefert, mit jüngerem Anbau, baugeschichtlich und sozialgeschichtlich von Bedeutung, originale Fenster, innen zum Teil originale Ausstattung (Türklinken, Zimmervertäfelung), geplante Nutzung als Café | 09225741 |
| Direkt Bild zu diesem Denkmal hochladen | Wohnhaus | Martin-Niemöller-Straße 3 (Karte)       | Bezeichnet mit 1778 (Korbbogentürgewände)                                                                       | Obergeschoss Fachwerk, verschiefert, mit jüngerem Ladenanbau, baugeschichtlich von Bedeutung, Ladenanbau 3. Drittel 19. Jahrhundert | 09225691 |
| Weitere Bilder                          | Wohnhaus (Umgebinde) mit Sonnenuhr und Nebengebäude | Martin-Niemöller-Straße 4 (Karte)       | Bezeichnet mit 1793 (Korbbogentürgewände)                                                                       | Wohnhaus Obergeschoss Fachwerk, Giebel verbrettert, Nebengebäude Obergeschoss Fachwerk, baugeschichtlich und wirtschaftsgeschichtlich von Bedeutung. Umgebindewohnhaus mit profilierten Säulen, Fensterverkleidungen, massive Seite mit vergitterten Fenstern, Seitengebäude mit alten Schiebefenstern, beide Gebäude mit alter Bedachung und Fledermausgauben. | 09225690 |
| Direkt Bild zu diesem Denkmal hochladen | Wohnhaus und Nebengebäude | Martin-Niemöller-Straße 6 (Karte)       | Mitte 19. Jahrhundert                                                                                           | Wohnhaus Fachwerk zum Teil verkleidet, baugeschichtlich von Bedeutung. Fensterverdachungen, granitene Türgewände, Biberschwanzdeckung, Fledermausgauben, ein vergittertes Fenster, zum Teil alte Fenster, alte Tür. | 09225688 |
| Weitere Bilder                          | Wohnhaus (Umgebinde) | Martin-Niemöller-Straße 7 (Karte)       | Anfang 19. Jahrhundert                                                                                          | Doppelstubenhaus, Obergeschoss Fachwerk, Giebelseite verschiefert, mit hinterem kleinen Anbau, baugeschichtlich von Bedeutung, Biberschwanzdeckung, granitene Türgewände, vergitterte Fenster | 09225693 |
| Weitere Bilder                          | Wohnhaus (Umgebinde) | Martin-Niemöller-Straße 9 (Karte)       | Anfang 19. Jahrhundert                                                                                          | Obergeschoss Fachwerk, baugeschichtlich von Bedeutung, profilierte Säulen, originale Fenster, Biberschwanzdeckung, ein vergittertes Fenster, Fledermausgauben, alte Tür | 09225694 |
| Weitere Bilder                          | Wohnhaus (Umgebinde) | Martin-Niemöller-Straße 10 (Karte)      | 1. Hälfte 19. Jahrhundert                                                                                       | Eingeschossig, Giebel verbrettert, baugeschichtlich und sozialgeschichtlich von Bedeutung, Dachhäuschen | 09225702 |
| Direkt Bild zu diesem Denkmal hochladen | Zwei im Winkel aneinandergefügte Wohnhäuser (Umgebinde) | Martin-Niemöller-Straße 12, 14 (Karte)  | Anfang 19. Jahrhundert                                                                                          | Nummer 14 eingeschossig, Nummer 12 Obergeschoss Fachwerk, beide verkleidet, baugeschichtlich und sozialgeschichtlich von Bedeutung. Nummer 12 unregelmäßige Joche, Nummer 14 mit großem überstehendem Dacherker und zwei rundbogigen Dachhäuschen. | 09225703 |
| Direkt Bild zu diesem Denkmal hochladen | Wohnhaus (Umgebinde) | Martin-Niemöller-Straße 13 (Karte)      | Bezeichnet mit 1795                                                                                             | Obergeschoss Fachwerk, Korbbogengewände bezeichnet, baugeschichtlich und hausgeschichtlich von Bedeutung. Profilierte Säulen, alte Biberschwanzdeckung, Fledermausgauben, Blitzableiter, rechte Haushälfte massiv mit vergitterten Fenstern. | 09225701 |
| Weitere Bilder                          | Wohnhaus (Umgebinde) | Martin-Niemöller-Straße 15 (Karte)      | Anfang 19. Jahrhundert                                                                                          | Obergeschoss Fachwerk, verkleidet, baugeschichtlich von Bedeutung, Biberschwanzdeckung, Blitzableiter, ein vergittertes Fenster an der Seite | 09225700 |
|                                         | Wohnhaus (Umgebinde) | Martin-Niemöller-Straße 16 (Karte)      | 1. Hälfte 19. Jahrhundert, verändert                                                                            | Eingeschossig, Giebel verschiefert, baugeschichtlich und sozialgeschichtlich von Bedeutung, asymmetrisches Dach | 09225704 |
| Weitere Bilder                          | Wohnhaus (Umgebinde) | Martin-Niemöller-Straße 18 (Karte)      | 1. Hälfte 19. Jahrhundert                                                                                       | Eingeschossig, rechte Haushälfte mit vorgeblendetem Umgebinde, Giebel verschiefert, baugeschichtlich und sozialgeschichtlich von Bedeutung | 09225705 |
| Weitere Bilder                          | Wohnhaus (Umgebinde) und Klopfstein für Tabakfabrikation im Innern, mit Einfriedung                                                                                            | Martin-Niemöller-Straße 19 (Karte)      | Bezeichnet mit 1796 (Wohnhaus); 18. Jahrhundert (Klopfstein)                                                    | Geburtshaus von Richard Wünsche, Doppelstubenhaus, Obergeschoss Fachwerk, Verschieferung bezeichnet mit 1892, baugeschichtlich und ortsgeschichtlich von Bedeutung | 09225698 |
|                                         | Wohnstallhaus (Umgebinde), Seitengebäude (Obergeschoss Fachwerk) und Scheune eines Dreiseithofes                                                                               | Martin-Niemöller-Straße 20 (Karte)      | Bezeichnet mit 1868 (Türsturz)                                                                                  | Baugeschichtlich und wirtschaftsgeschichtlich von Bedeutung. Wohnstallhaus: profilierte Säulen, Fledermausgauben, alte Deckung. Scheune: verbrettert, Fledermausgauben, Dachhechte. Seitengebäude: Fachwerk, verbrettert, Kastanie im Hof. | 09225706 |
| Weitere Bilder                          | Wohnhaus (Umgebinde) | Martin-Niemöller-Straße 21 (Karte)      | Bezeichnet mit 1804 (Korbbogentürgewände), verändert                                                            | Obergeschoss Fachwerk, verschiefert, baugeschichtlich von Bedeutung, vergitterte Fenster, profilierte Säulen, Dachhäuschen, modernisiert | 09225716 |
| Weitere Bilder                          | Wohnhaus (Umgebinde) | Martin-Niemöller-Straße 22 (Karte)      | 1. Hälfte 19. Jahrhundert                                                                                       | Doppelstubenhaus, Obergeschoss Fachwerk, verkleidet, baugeschichtlich von Bedeutung. Alte Deckung, Auszugshaus zu Nummer 20. | 09225707 |
| Weitere Bilder                          | Wohnhaus (Umgebinde) | Martin-Niemöller-Straße 24 (Karte)      | Mitte 19. Jahrhundert                                                                                           | Obergeschoss Fachwerk, verschiefert, baugeschichtlich von Bedeutung | 09225709 |
| Weitere Bilder                          | Wohnhaus (Umgebinde), mit hinterem Anbau | Martin-Niemöller-Straße 26 (Karte)      | Bezeichnet mit 1843 (Korbbogentürgewände)                                                                       | Doppelstubenhaus, Obergeschoss Fachwerk, baugeschichtlich und straßenbildprägend von Bedeutung, großes Dachhaus, profilierte Säulen, zwei vergitterte Fenster, rückwärtiger Anbau über der Tür bezeichnet mit 1877 | 09225710 |
|                                         | Wohnhaus (Umgebinde), mit Anbau | Martin-Niemöller-Straße 28 (Karte)      | Mitte 19. Jahrhundert                                                                                           | Doppelstubenhaus, Obergeschoss Fachwerk, Anbau mit Putzgliederung und Fensterverdachungen, baugeschichtlich und straßenbildprägend von Bedeutung, zum Teil alte Fenster, profilierte Säulen, originale Tür, Blockstube gequadert | 09225714 |
|                                         | Wohnhaus (Umgebinde) | Martin-Niemöller-Straße 30 (Karte)      | Mitte 19. Jahrhundert                                                                                           | Doppelstubenhaus, Obergeschoss Fachwerk, ein Giebel verkleidet, baugeschichtlich von Bedeutung, Fledermausgauben | 09225715 |
| Direkt Bild zu diesem Denkmal hochladen | Wohnstallhaus (Obergeschoss Fachwerk) und Seitengebäude (Obergeschoss Fachwerk) eines Bauernhofes, vor dem Seitengebäude Brunnen mit Schöpfstelle                              | Martin-Niemöller-Straße 32 (Karte)      | Bezeichnet mit 1780 (Wohnstallhaus am Korbbogentürgewände); 18. Jahrhundert (Seitengebäude)                     | Beide Gebäude Obergeschoss Fachwerk, baugeschichtlich und wirtschaftsgeschichtlich von Bedeutung, Fachwerk im Wohnhaus ausgemauert, zum Teil alte Fenster, vergitterte Fenster, Seitengebäude mit hölzerner Arkadenstellung | 09225718 |
| Direkt Bild zu diesem Denkmal hochladen | Wohnhaus (Umgebinde) | Mittelstraße 8 (Karte)                  | 1. Hälfte 19. Jahrhundert, verändert                                                                            | Eingeschossiges Doppelstubenhaus, baugeschichtlich und sozialgeschichtlich von Bedeutung. Vorgezogenes Dach, Umgebinde umlaufend, Stand bis November 2010 irrtümlich unter Neusalzaer Straße 17a in der Denkmalliste. | 09225963 |
| Weitere Bilder                          | Wohnhaus (Umgebinde) | Mittelstraße 13 (Karte)                 | Anfang 19. Jahrhundert                                                                                          | Doppelstubenhaus, Obergeschoss Fachwerk, verschiefert, baugeschichtlich von Bedeutung. Ein vergittertes Fenster, zum Teil alte Fenster und Tür, zwei Blitzableiter. | 09225863 |
| Direkt Bild zu diesem Denkmal hochladen | Wohnhaus (Umgebinde) mit integrierter Scheune | Mittelstraße 15 (Karte)                 | Anfang 19. Jahrhundert                                                                                          | Obergeschoss Fachwerk, verbrettert, baugeschichtlich von Bedeutung | 09225864 |
|                                         | Wohnhaus (Umgebinde) | Mittelstraße 16 (Karte)                 | Mitte 19. Jahrhundert, verändert                                                                                | Obergeschoss Fachwerk, verschiefert, baugeschichtlich von Bedeutung, Verschieferung blau-weiß-Punkt, linke Hausseite verändert | 09225859 |
|                                         | Wohnhaus (Umgebinde) und winkliges Nebengebäude | Mittelstraße 18 (Karte)                 | Bezeichnet mit 1776 (Korbbogenportal im Schlussstein), verändert                                                | Wohnhaus Obergeschoss Fachwerk, verkleidet, baugeschichtlich und hausgeschichtlich von Bedeutung | 09225860 |
| Weitere Bilder                          | Wohnhaus (Umgebinde) | Mittelstraße 24 (Karte)                 | Bezeichnet mit 1805 (Korbbogenportal im Schlussstein), verändert                                                | Obergeschoss Fachwerk, verschiefert, baugeschichtlich von Bedeutung | 09225861 |
| Direkt Bild zu diesem Denkmal hochladen | Villenartiges Wohnhaus mit Umgebindeteil sowie Garten und Einfriedung | Mozartstraße 3 (Karte)                  | Nach 1900 | Umgebindeteil Obergeschoss Fachwerk, sonst Putzbau mit Ecktürmchen und Zierfachwerk, baugeschichtlich von Bedeutung, originale Haustür, glasierte Dachziegel, Wasserspeier, schmiedeeiserner Zaun | 09225652 |
|                                         | Wohnstallhaus | Mühlstraße 2 (Karte)                    | Bezeichnet mit 1794 (Korbbogenportal)                                                                           | Obergeschoss Fachwerk, Giebel verschiefert, baugeschichtlich und hausgeschichtlich von Bedeutung. Originale Fenster und Tür, originale Biberschwanzbedachung mit Fledermausgauben, gefährdet, DDR-Kreisdenkmalliste. | 09226058 |
| Weitere Bilder                          | Wohnstallhaus (Umgebinde), Nebengebäude und Einfriedungspfeiler eines ehemaligen Vierseithofes                                                                                 | Mühlstraße 3 (Karte)                    | Bezeichnet mit 1818 (Wohnstallhaus); 2. Hälfte 19. Jahrhundert (Auszugshaus)                                    | Wohnstallhaus mit doppelter Blockstube, Obergeschoss Fachwerk, Türsturz bezeichnet, Nebengebäude mit Stalltrakt, baugeschichtlich und sozialgeschichtlich von Bedeutung. Originale Türen, Fenster, originale Biberschwanzdeckung, Gewölbe im Inneren, originale Innentüren, Scheune und Seitengebäude Brandschaden (Abbruch vor 2010). Das letzte Nebengebäude soll 2011 gestrichen werden. | 09226060 |
| Weitere Bilder                          | Wohnstallhaus (Umgebinde) und Seitengebäude | Mühlstraße 5 (Karte)                    | Bezeichnet mit 1800 (Wohnstallhaus am Korbbogenportal); 18. Jahrhundert (Seitengebäude)                         | Wohnstallhaus Obergeschoss Fachwerk, verbrettert, Seitengebäude Fachwerk mit Laubengang, baugeschichtlich und hausgeschichtlich von Bedeutung. Originale Tür, zum Teil originale Fenster, originale Biberschwanzbedachung mit Fledermausgauben, gefährdet. | 09226297 |
| Weitere Bilder                          | Wohnhaus (Umgebinde) | Mühlstraße 7 (Karte)                    | Bezeichnet mit 1779 (Korbbogenportal)                                                                           | Obergeschoss Fachwerk, zum Teil verbrettert, baugeschichtlich von Bedeutung, Ansicht des Hauses wird durch Fernwärmeleitung verschandelt, Fenster erneuert | 09226298 |
| Direkt Bild zu diesem Denkmal hochladen | Wohnhaus (Umgebinde) | Mühlstraße 14 (Karte)                   | Um 1900 | Eingeschossig mit Drempel, übergiebelter massiver Teil, baugeschichtlich von Bedeutung, originale Fenster | 09226306 |
| Direkt Bild zu diesem Denkmal hochladen | Wohnhaus | Mühlstraße 16 (Karte)                   | 1. Hälfte 19. Jahrhundert                                                                                       | Obergeschoss Fachwerk verschiefert und verbrettert, baugeschichtlich von Bedeutung, Dachdeckung Biberschwanz, Fenster erneuert, Fachwerk zum Teil entfernt | 09225974 |
| Direkt Bild zu diesem Denkmal hochladen | Wohnhaus (Umgebinde) | Mühlstraße 22 (Karte)                   | Bezeichnet mit 1824 (Türsturz)                                                                                  | Obergeschoss Fachwerk, verkleidet, Giebel verschiefert, baugeschichtlich von Bedeutung, Umgebinde und Obergeschoss verkleidet, ein Fenster vergrößert | 09225975 |
| Direkt Bild zu diesem Denkmal hochladen | Wohnhaus (Umgebinde) | Mühlstraße 23 (Karte)                   | Um 1850 | Eingeschossiges Doppelstubenhaus, baugeschichtlich und sozialgeschichtlich von Bedeutung, originale Tür und Fenster, originale Biberschwanzbedachung mit drei Dachhäuschen und drei Fledermausgauben. Haus aufgrund eines Hochwasserschadens zwischen 2020 und 2022 abgerissen, die Blockstube wurde in der Stadtbibliothek Ebersbach-Neugersdorf am Hofeweg wieder aufgebaut. | 09226304 |
| Direkt Bild zu diesem Denkmal hochladen | Ländliches Wohnhaus | Neugersdorfer Straße 31 (Karte)         | Mitte 19. Jahrhundert                                                                                           | Eingeschossig, Klinker, großes gebrochenes Dach mit Krüppelwalm, baugeschichtlich und sozialgeschichtlich von Bedeutung, originale Fenster, Mansardkrüppelwalmdach mit originaler Biberschwanzdeckung | 09226409 |
| Direkt Bild zu diesem Denkmal hochladen | Wohnhaus (Umgebinde) | Neugersdorfer Straße 32 (Karte)         | Mitte 19. Jahrhundert, verändert                                                                                | Obergeschoss Fachwerk, verbrettert, Giebel verschiefert, baugeschichtlich von Bedeutung, rechte Hälfte verändert | 09226410 |
| Direkt Bild zu diesem Denkmal hochladen | Wohnhaus (Umgebinde) | Neugersdorfer Straße 34 (Karte)         | 2. Hälfte 19. Jahrhundert                                                                                       | Eingeschossig, baugeschichtlich und sozialgeschichtlich von Bedeutung, linke Seite rechteckiges Umgebinde, Biberschwanzdeckung | 09226415 |
| Direkt Bild zu diesem Denkmal hochladen | Wohnhaus (Umgebinde) | Neugersdorfer Straße 35 (Karte)         | 2. Hälfte 19. Jahrhundert, verändert                                                                            | Doppelstubenhaus mit Mansarddach, baugeschichtlich von Bedeutung | 09226416 |
| Direkt Bild zu diesem Denkmal hochladen | Wohnhaus (Umgebinde), mit hinterem Anbau | Neugersdorfer Straße 38 (Karte)         | 1. Hälfte 19. Jahrhundert                                                                                       | Eingeschossiges Doppelstubenhaus, Giebel verbrettert, baugeschichtlich und sozialgeschichtlich von Bedeutung, originale Fenster und Türen, Biberschwanzdeckung | 09226414 |
| Direkt Bild zu diesem Denkmal hochladen | Wohnhaus (Umgebinde), mit hinterem Anbau | Neugersdorfer Straße 40 (Karte)         | 2. Hälfte 19. Jahrhundert                                                                                       | Eingeschossig, baugeschichtlich und sozialgeschichtlich von Bedeutung, Anbau mit Blockstube, Dachdeckung Biberschwanz | 09226413 |
| Direkt Bild zu diesem Denkmal hochladen | Wohnhaus (Umgebinde), mit hinterem Anbau | Neugersdorfer Straße 42 (Karte)         | Mitte 19. Jahrhundert, verändert                                                                                | Eingeschossig, baugeschichtlich und sozialgeschichtlich von Bedeutung, in der Blockstube originale Fenster mit Jugendstilbekleidungen, Anbau zweigeschossig | 09226421 |
|                                         | Wohnhaus (Umgebinde) | Neugersdorfer Straße 51 (Karte)         | 1. Hälfte 19. Jahrhundert                                                                                       | Eingeschossiges Doppelstubenhaus, baugeschichtlich und sozialgeschichtlich von Bedeutung, Dachdeckung und Giebelseite verschiefert, drei Dachhäuschen | 09226428 |
| Direkt Bild zu diesem Denkmal hochladen | Korbbogenportal mit originaler Haustür | Neusalzaer Straße 2 (Karte)             | Bezeichnet mit 1800, verändert                                                                                  | An der Hofseite des Hauses gelegen, handwerklich-künstlerisch von Bedeutung, Wohnhaus selbst kein Denkmal | 09225953 |
| Direkt Bild zu diesem Denkmal hochladen | Villenartiges Wohnhaus in Ecklage | Neusalzaer Straße 7 (Karte)             | 4. Viertel 19. Jahrhundert                                                                                      | Putzbau mit Fensterverdachungen und Putzgliederung, baugeschichtlich von Bedeutung, hölzerne Veranda, originale Haustür | 09225949 |
| Direkt Bild zu diesem Denkmal hochladen | Villenartiges Wohnhaus | Neusalzaer Straße 10 (Karte)            | Bezeichnet mit 1897                                                                                             | Putzbau mit Fensterverdachungen und Putzgliederung, baugeschichtlich von Bedeutung | 09225954 |
| Direkt Bild zu diesem Denkmal hochladen | Wohnhaus (Umgebinde) | Neusalzaer Straße 11 (Karte)            | Anfang 19. Jahrhundert                                                                                          | Obergeschoss Fachwerk, verputzt, baugeschichtlich und hausgeschichtlich von Bedeutung | 09225955 |
| Direkt Bild zu diesem Denkmal hochladen | Wohnhaus (Umgebinde) | Neusalzaer Straße 14 (Karte)            | 2. Hälfte 19. Jahrhundert, verändert                                                                            | Eingeschossig, baugeschichtlich und sozialgeschichtlich von Bedeutung, Umgebinde in Steinbauimitation verbrettert | 09225956 |
| Direkt Bild zu diesem Denkmal hochladen | Wohnstallhaus | Neusalzaer Straße 15 (Karte)            | Bezeichnet mit 1778 (Korbbogenportal im Schlussstein), verändert                                                | Obergeschoss Fachwerk, baugeschichtlich und wirtschaftsgeschichtlich von Bedeutung, Fachwerk verkleidet, zwei vergitterte Fenster, Scheune abgebrochen | 09225961 |
| Direkt Bild zu diesem Denkmal hochladen | Wohnhaus (Umgebinde) mit integriertem Wirtschaftsteil | Neusalzaer Straße 17 (Karte)            | Vermutlich 1. Hälfte 19. Jahrhundert                                                                            | Eingeschossiges Doppelstubenhaus, baugeschichtlich und sozialgeschichtlich von Bedeutung. Eingangszone nach böhmischer Art in Umgebinde miteinbezogen, links 3/3/3, rechts zwei Joche, Stube und Umgebinde-Konstruktion verschalt, Profilsäulen oben mit drei kleinen Wulsten dekoriert, schlichte Fensterzierblendrahmen, linkes Giebeltrapez verschiefert (hell-dunkel), Krüppelwalm, rechts Wirtschaftsteil verbrettert, rückseitiger Anbau mit schlichten Granittürstöcken. | 09225914 |
| Weitere Bilder                          | Wohnstallhaus (Umgebinde) und Seitengebäude | Neusalzaer Straße 22 (Karte)            | Bezeichnet mit 1786 (Korbbogenportal)                                                                           | Beide Obergeschosse Fachwerk, baugeschichtlich und wirtschaftsgeschichtlich von Bedeutung, profilierte Säulen, Fensterverkleidungen | 09225960 |
| Direkt Bild zu diesem Denkmal hochladen | Wohnhaus (Umgebinde) | Neusalzaer Straße 23 (Karte)            | Mitte 19. Jahrhundert, verändert                                                                                | Eingeschossig, Giebel Fachwerk, baugeschichtlich und sozialgeschichtlich von Bedeutung | 09225881 |
| Weitere Bilder                          | Wohnhaus (Umgebinde) | Neusalzaer Straße 24 (Karte)            | 1. Hälfte 19. Jahrhundert                                                                                       | Obergeschoss Fachwerk, verschiefert, baugeschichtlich von Bedeutung, Eingangsbereich ziegelverblendet, alte Haustür und Fenster | 09225819 |
| Direkt Bild zu diesem Denkmal hochladen | Wohnhaus (Umgebinde) | Neusalzaer Straße 29 (Karte)            | Anfang 19. Jahrhundert                                                                                          | Doppelstubenhaus, Obergeschoss Fachwerk, baugeschichtlich von Bedeutung, alte Fenster und Tür | 09225875 |
| Direkt Bild zu diesem Denkmal hochladen | Wohnhaus (Umgebinde) mit integriertem Wirtschaftsteil | Neusalzaer Straße 31 (Karte)            | Bezeichnet mit 1835                                                                                             | Doppelstubenhaus, Obergeschoss Fachwerk, verschiefert, baugeschichtlich von Bedeutung. Ein vergittertes Fenster, drei Fledermausgauben, alte Fenster. | 09225830 |
| Direkt Bild zu diesem Denkmal hochladen | Wohnhaus (Umgebinde) | Neusalzaer Straße 32 (Karte)            | Mitte 19. Jahrhundert                                                                                           | Doppelstubenhaus, Obergeschoss Fachwerk, verschiefert, baugeschichtlich und straßenbildprägend von Bedeutung, Verschieferung blau-weiß-Punkt, drei Fledermausgauben | 09225823 |
| Direkt Bild zu diesem Denkmal hochladen | Wohnhaus | Neusalzaer Straße 33 (Karte)            | Bezeichnet mit 1798 (Korbbogenportal im Schlussstein)                                                           | Obergeschoss Fachwerk verschiefert, baugeschichtlich von Bedeutung, Verschieferung blau-weiß-Punkt, vergitterte Fenster | 09225829 |
| Weitere Bilder                          | Wohnhaus (Umgebinde) über winkelförmigem Grundriss | Obere Viebiggasse 2 (Karte)             | Mitte 19. Jahrhundert                                                                                           | Obergeschoss Fachwerk, verkleidet, baugeschichtlich von Bedeutung, ein Blitzableiter, alte Fenster | 09225796 |
|                                         | Wohnhaus (Umgebinde) | Oberer Kirchweg 2 (Karte)               | Mitte 19. Jahrhundert                                                                                           | Eingeschossiges Doppelstubenhaus, Blockstube auf massivem Fundament, baugeschichtlich von Bedeutung, bis November 2010 irrtümlich unter Steinstraße 2 in der Denkmalliste, laut ALK-Daten Oberer Kirchweg 2 | 09225598 |
| Direkt Bild zu diesem Denkmal hochladen | Wohnhaus (Umgebinde) | Oberer Kirchweg 9 (Karte)               | Um 1850 | Eingeschossig, Giebel verbrettert, baugeschichtlich und sozialgeschichtlich von Bedeutung, originale Fenster, Biberschwanzdeckung | 09225620 |
| Direkt Bild zu diesem Denkmal hochladen | Wohnstallhaus | Oberer Kirchweg 11 (Karte)              | Mitte 19. Jahrhundert                                                                                           | Obergeschoss Fachwerk verschiefert, baugeschichtlich von Bedeutung, originale Haustür, zum Teil originale Fenster, dekorative Verschieferung, um 1900 Erdgeschoss verändert | 09225579 |
| Weitere Bilder                          | Wohnhaus (Umgebinde) und umgebende Stützmauer | Oberer Kirchweg 13 (Karte)              | Mitte 19. Jahrhundert                                                                                           | Obergeschoss Fachwerk, Giebel verbrettert, baugeschichtlich von Bedeutung. Zum Teil originale Fenster, originale Deckung (Biberschwanz mit drei Fledermausgauben). | 09225580 |
| Weitere Bilder                          | Wohnhaus (Umgebinde), winkliges Seitengebäude und Scheune eines Dreiseithofes                                                                                                  | Oberer Kirchweg 15 (Karte)              | Bezeichnet mit 1821 (Wohnhaus am Korbbogenportal); um 1900 (Scheune)                                            | Umgebindewohnhaus Obergeschoss Fachwerk, winkliges Seitengebäude zum Teil verbrettert, große Scheune im ländlichen Stil, baugeschichtlich und wirtschaftsgeschichtlich von Bedeutung. Wohnhaus zum Teil mit Kunststoffplatten belegt, Seitengebäude gefährdet, Hof führt direkt auf noch erhaltene Hufe. | 09225578 |
| Weitere Bilder                          | Wohnhaus (Umgebinde) | Oberer Kirchweg 17 (Karte)              | Mitte 19. Jahrhundert, verändert                                                                                | Eingeschossig, Giebel verschiefert, baugeschichtlich und sozialgeschichtlich von Bedeutung, Dachdeckung Schiefer, Haustür Ende 19. Jahrhundert | 09225581 |
| Weitere Bilder                          | Wohnhaus (Umgebinde) und Seitengebäude | Oberer Kirchweg 19 (Karte)              | 1. Hälfte 19. Jahrhundert (Wohnhaus); um 1800 (Seitengebäude)                                                   | Doppelstubenhaus, Obergeschoss Fachwerk, Seitengebäude überstehendes Fachwerkobergeschoss, baugeschichtlich und hausgeschichtlich von Bedeutung, Fenster vergrößert, neue Dachdeckung mit Biberschwanz nicht denkmalgerecht, links nicht denkmalgerecht erneuerte Verbretterung, DDR-Denkmalliste | 09225576 |
| Direkt Bild zu diesem Denkmal hochladen | Wohnhaus | Oberer Kirchweg 24 (Karte)              | Bezeichnet mit 1899                                                                                             | Putzbau mit Schmuckfachwerk, baugeschichtlich von Bedeutung, originale Fenster, originale Tür | 09225601 |
| Weitere Bilder                          | Wohnstallhaus, Scheune und Hofpflasterung eines Zweiseithofes | Oberer Kirchweg 25 (Karte)              | Bezeichnet mit 1824                                                                                             | Wohnstallhaus Obergeschoss Fachwerk, mit Putzgliederung im Erdgeschoss, Korbbogenportal bezeichnet, baugeschichtlich, hausgeschichtlich und wirtschaftsgeschichtlich von Bedeutung. Originale Fenster und Tür, schmiedeeiserne Gitter originale Deckung mit Fledermausgauben, bewohnt, gefährdet originaler Putz, Fenster in Dachhäuschen verändert. | 09225600 |
| Weitere Bilder                          | Wohnhaus (Umgebinde), Wohnstallhaus (Umgebinde) und zwei Seitengebäude eines Vierseithofes                                                                                     | Oberer Kirchweg 26 (Karte)              | Bezeichnet mit 1820 (Wohnhaus); bezeichnet mit 1831 (Wohnstallhaus); 1. Drittel 19. Jahrhundert (Seitengebäude) | Umgebindewohnhaus Obergeschoss Fachwerk, Korbbogenportal bezeichnet, Wohnstallhaus Obergeschoss Fachwerk, verbrettert, zum Teil mit Arkaden, kleiner Gewölbestall, Türsturz bezeichnet, Stallgebäude mit Kumthalle, zum Teil Fachwerk, Seitengebäude mit verbrettertem Laubengang, baugeschichtlich, hausgeschichtlich, wirtschaftsgeschichtlich und ortsbildprägend von Bedeutung. Originale Fenster und Türen, originale Dachdeckung mit Fledermausgauben, Dachhäuschen, Hechte, sehr gefährdet. | 09225670 |
| Weitere Bilder                          | Wohnhaus (Umgebinde) und Nebengebäude | Oberer Kirchweg 27 (Karte)              | Mitte 19. Jahrhundert                                                                                           | Wohnhaus eingeschossig, baugeschichtlich und sozialgeschichtlich von Bedeutung, Sanierung nicht fachgerecht | 09225599 |
| Weitere Bilder                          | Wohnhaus (Umgebinde) | Oberer Kirchweg 28 (Karte)              | Mitte 19. Jahrhundert                                                                                           | Eingeschossig, baugeschichtlich und sozialgeschichtlich von Bedeutung, keine sachgemäße Sanierung | 09225672 |
| Weitere Bilder                          | Wohnhaus | Oberer Kirchweg 31 (Karte)              | 1. Hälfte 19. Jahrhundert, verändert                                                                            | Obergeschoss Fachwerk verkleidet, baugeschichtlich von Bedeutung, originale Fenster, Dachhäuschen, Biberschwanzdeckung | 09225671 |
|                                         | Wohnhaus (Umgebinde) | Oberer Kirchweg 33 (Karte)              | Bezeichnet mit 1802 (Korbbogenportal)                                                                           | Obergeschoss Fachwerk, verschiefert, baugeschichtlich von Bedeutung, zum Teil originale Fenster, Tür, Blitzableiter, schmiedeeiserne Gitter, Verschieferung mit blau-weißem Muster | 09225669 |
| Weitere Bilder                          | Evangelische Kirche und Kirchhof Ebersbach mit Friedhofserweiterung (Sachgesamtheit)                                                                                           | Oberer Kirchweg 37 (Karte)              | 17./18. Jahrhundert                                                                                             | Sachgesamtheit Kirche und Kirchhof Ebersbach mit Friedhofserweiterung mit folgenden Einzeldenkmalen: Kirche, eine Grabanlage, acht Grabmale an der Kirchenwand, Denkmal für die Gefallenen von 1870/71 und Grufthaus sowie Einfriedung mit Stützmauer, Zaun, Torzugang und integriertem Schornstein der Kirchenheizungsanlage (siehe Einzeldenkmal 09225752) sowie Kirchhof als Sachgesamtheitsteil; baugeschichtlich und ortsgeschichtlich von Bedeutung, Friedhofshalle abgerissen (Neubau) | 09225753 |
| Weitere Bilder                          | Kirche (Einzeldenkmal zu ID-Nr. 09225753) | Oberer Kirchweg 37 (Karte)              | 1682 | Einzeldenkmal der Sachgesamtheit Kirche und Kirchhof Ebersbach mit Friedhofserweiterung; barocker Kirchenbau, baugeschichtlich und ortsgeschichtlich von Bedeutung. Große Barockkirche, aus einem langgestreckten Saal im Westen und einem elliptisch geschlossenem Saal im Osten gebildet. Der westliche Saalbau von 1682, der östliche von 1726–33 angeblich durch einen unbekannten italienischen Baumeister errichtet. 1901 bei Erneuerungsarbeiten der 1872 abgetragene Dachreiter des Rundbaus wieder aufgesetzt, 1933 Restaurierung. Saalkirche mit Ostanbau und Westturm, im Innern umlaufende dreigeschossige Emporen, bemalt, die polychrome Fassung des Inneren ist typisch für die Lausitzer Predigt-Kirchen, der Bau entstand im Wesentlichen 1726–1733 unter Einbeziehung älterer Teile von 1682, Veränderungen 1901, Grufthaus bezeichnet 1827, Friedhofshalle abgerissen (Neubau), Grabanlage Christ. Gottlieb Wünsche (1789–1876), mit Einfriedung. | 09225752 |
| Direkt Bild zu diesem Denkmal hochladen | Grabanlage Christ. Gottlieb Wünsche (1789–1876), mit Einfriedung (Einzeldenkmal zu ID-Nr. 09225753)                                                                            | Oberer Kirchweg 37 (Karte)              | 1876 | Einzeldenkmal der Sachgesamtheit Kirche und Kirchhof Ebersbach mit Friedhofserweiterung; ortsgeschichtlich von Bedeutung | 09225752 |
| Weitere Bilder                          | Acht Grabmale an der Kirchenwand (Einzeldenkmale zu ID-Nr. 09225753) | Oberer Kirchweg 37 (Karte)              | 1726 bis 1839                                                                                                   | Einzeldenkmale der Sachgesamtheit Kirche und Kirchhof Ebersbach mit Friedhofserweiterung; ortsgeschichtlich von Bedeutung. - Johann Friedrich Liebsch (1799–1826), klassizistisches Grabmal mit Urne - Johann Christoph Dreßler, bezeichnet mit 1726, barockes Grabmal mit zwei Kartuschen - Joh. Christian Jeremias, bezeichnet mit 1760, klassizistisches Grabmal mit zwei Medaillons - Johann Gottfried Jeremias (1745–1817), klassizistisches Grabmal mit Urne, zwei Medaillons und Relief - Johann Gottlieb Fremde (1764–1839), klassizistisches Grabmal mit Urne und Säule - Christian Hencke, bezeichnet mit 1740, schlichtes Grabmal mit zwei Inschrifttafeln, um 1800 - Christian Conrad Gerathewohl (1736–1798), Pyramide auf Sockel - Klassizistisches Grabmal mit verwitterter Inschrift | 09225752 |
|                                         | Denkmal für die Gefallenen von 1870/71 (Einzeldenkmal zu ID-Nr. 09225753) | Oberer Kirchweg 37 (Karte)              | Nach 1871 | Einzeldenkmal der Sachgesamtheit Kirche und Kirchhof Ebersbach mit Friedhofserweiterung; ortsgeschichtlich von Bedeutung | 09225752 |
|                                         | Grufthaus (Einzeldenkmal zu ID-Nr. 09225753) | Oberer Kirchweg 37 (Karte)              | Bezeichnet mit 1827                                                                                             | Einzeldenkmal der Sachgesamtheit Kirche und Kirchhof Ebersbach mit Friedhofserweiterung; ortsgeschichtlich von Bedeutung | 09225752 |
|                                         | Einfriedung mit Stützmauer, Zaun, Torzugang und integriertem Schornstein der Kirchenheizungsanlage (Einzeldenkmal zu ID-Nr. 09225753)                                          | Oberer Kirchweg 37 (Karte)              | 1682 | Einzeldenkmal der Sachgesamtheit Kirche und Kirchhof Ebersbach mit Friedhofserweiterung; ortsgeschichtlich von Bedeutung | 09225752 |
| Direkt Bild zu diesem Denkmal hochladen | Wohnhaus | Oberer Kirchweg 38 (Karte)              | 2. Hälfte 19. Jahrhundert                                                                                       | Eingeschossig mit Drempel, baugeschichtlich und sozialgeschichtlich von Bedeutung, Drempel verkleidet mit Teerpappenschindeln, originale Fenster und Tür, Biberschwanzbedachung, drei Fledermausgauben | 09225757 |
| Direkt Bild zu diesem Denkmal hochladen | Wohnhaus (Umgebinde), Scheune, zwei Seitengebäude und Einfriedung eines Vierseithofes                                                                                          | Oberer Kirchweg 39 (Karte)              | Bezeichnet mit 1812 (Korbbogenportal)                                                                           | Wohnhaus Obergeschoss Fachwerk, zum Teil verbrettert, Giebelseiten verschiefert, Scheune mit Tordurchfahrt. Wohnhaus (originale Tür und Fenster, Dachdeckung mit Biberschwanz, Fledermausgauben, Fenster mit schmiedeeisernen Gittern), rechtes Wirtschaftsgebäude zum Teil stark verändert. | 09225754 |
| Direkt Bild zu diesem Denkmal hochladen | Wohnstallhaus (Umgebinde) | Oberer Kirchweg 40 (Karte)              | Mitte 19. Jahrhundert                                                                                           | Obergeschoss Fachwerk, verkleidet, baugeschichtlich von Bedeutung, Fenster erneuert, Scheune abgebrochen, Fundamente erhalten | 09225756 |
| Direkt Bild zu diesem Denkmal hochladen | Brunnenhaus | Oberer Kirchweg 40 (bei) (Karte)        | Bezeichnet mit 1864                                                                                             | Sozialgeschichtlich von Bedeutung | 09225758 |
|                                         | Wohnhaus (Umgebinde) | Oberer Kirchweg 41 (Karte)              | Bezeichnet mit 1836                                                                                             | Doppelstubenhaus, Obergeschoss Fachwerk, zum Teil verschiefert, Rückseite verbrettert, baugeschichtlich von Bedeutung, originale Fenster, Dachdeckung mit Biberschwanz, Verschieferung erneuert | 09225755 |
| Direkt Bild zu diesem Denkmal hochladen | Wohnstallhaus (Umgebinde), Seitengebäude und Scheune eines Dreiseithofes | Oberer Kirchweg 47 (Karte)              | Bezeichnet mit 1787                                                                                             | Wohnstallhaus Obergeschoss Fachwerk, zum Teil verschiefert, mit Vorlaube zum Hof, baugeschichtlich und wirtschaftsgeschichtlich von Bedeutung. Fachwerk extrem gefährdet (Wurmbefall) und zum Teil schon zerstört, Stalltrakt mit Gewölbe, Abbruchgenehmigung vom 2. Mai 2005. | 09225759 |
| Direkt Bild zu diesem Denkmal hochladen | Wohnhaus (Umgebinde), winkliges Seitengebäude (Umgebinde) und Einfriedung eines Zweiseithofes                                                                                  | Oberer Kirchweg 49 (Karte)              | Bezeichnet mit 1787, zum Teil älter                                                                             | Wohnhaus Obergeschoss Fachwerk, Korbbogenportal bezeichnet, Seitengebäude mit Vorlaube und Laubengang, baugeschichtlich und wirtschaftsgeschichtlich von Bedeutung, Fachwerk zum Teil erneuert, Fenster erneuert, Stalltrakt mit Gewölbe | 09225761 |
| Direkt Bild zu diesem Denkmal hochladen | Wohnhaus (Umgebinde) | Oberer Kirchweg 51 (Karte)              | 1. Hälfte 19. Jahrhundert                                                                                       | Obergeschoss Fachwerk, verbrettert, baugeschichtlich von Bedeutung, zum Teil originale Fenster, originale Tür, DDR-Kreisdenkmalliste | 09225762 |
| Direkt Bild zu diesem Denkmal hochladen | Wohnstallhaus (Umgebinde), Seitengebäude, Brunnenhaus und Brunnentrog im Hof                                                                                                   | Oberer Kirchweg 52 (Karte)              | Bezeichnet mit 1836 (Wohnstallhaus); bezeichnet mit 1830 (Brunnenhaus)                                          | Wohnstallhaus Obergeschoss Fachwerk, Giebel verschiefert, Stall mit Gewölbe, Seitengebäude Obergeschoss Fachwerk, zum Teil verbrettert, baugeschichtlich und wirtschaftsgeschichtlich von Bedeutung, originale Biberschwanzbedachung | 09225778 |
| Weitere Bilder                          | Wohnhaus (Umgebinde) | Oberer Kirchweg 85 (Karte)              | 2. Hälfte 19. Jahrhundert, verändert                                                                            | Doppelstubenhaus, Obergeschoss Fachwerk, verkleidet, baugeschichtlich von Bedeutung, Biberschwanzbedachung, drei Fledermausgauben | 09226019 |
| Weitere Bilder                          | Wohnhaus (Umgebinde) und Seitengebäude mit winkliger Scheune eines Bauernhofes, dazu Gartenlaube                                                                               | Oberer Kirchweg 87 (Karte)              | Bezeichnet mit 1823                                                                                             | Wohnhaus Doppelstubenhaus, Obergeschoss Fachwerk, verschiefert, Seitengebäude Obergeschoss Fachwerk, Scheune verbrettert, baugeschichtlich und wirtschaftsgeschichtlich von Bedeutung, Biberschwanzbedachung auf allen Gebäuden, Fledermausgauben, zum Teil originale Fenster, sehr gefährdet | 09226020 |
| Weitere Bilder                          | Wohnhaus (Umgebinde) | Oststraße (Ebersbach) 1 (Karte)         | Um 1800 | Obergeschoss Fachwerk, zweifarbig mit Rautenmuster verschiefert, baugeschichtlich von Bedeutung, Umgebinde rechts 3/3 Joche, Obergeschoss und Giebel zweifarbig verschiefert, Krüppelwalmdach | 09303584 |
| Direkt Bild zu diesem Denkmal hochladen | Wohnhaus | Oststraße (Ebersbach) 2 (Karte)         | 1. Hälfte 19. Jahrhundert                                                                                       | Obergeschoss Fachwerk verbrettert, baugeschichtlich von Bedeutung, zwei Blitzableiter | 09225935 |
|                                         | Wohnhaus (Umgebinde) | Oststraße (Ebersbach) 3 (Karte)         | Um 1800 | Eingeschossig, Giebel verschiefert, baugeschichtlich und sozialgeschichtlich von Bedeutung, drei Dachhäuschen | 09225934 |
|                                         | Wohnhaus (Umgebinde) | Oststraße (Ebersbach) 4 (Karte)         | Mitte 19. Jahrhundert                                                                                           | Doppelstubenhaus, Obergeschoss Fachwerk, verschiefert, baugeschichtlich von Bedeutung, originale Haustür, drei Dachhäuschen | 09225933 |
| Direkt Bild zu diesem Denkmal hochladen | Wohnhaus | Oststraße (Ebersbach) 5 (Karte)         | Mitte 19. Jahrhundert                                                                                           | Eingeschossig, Giebel verschiefert, sozialgeschichtlich von Bedeutung, alte Fenster, noch eines von ehemals drei Dachhäuschen erhalten | 09225785 |
|                                         | Wohnhaus (Umgebinde) | Oststraße (Ebersbach) 6 (Karte)         | Mitte 19. Jahrhundert                                                                                           | Eingeschossiges Doppelstubenhaus, Giebel verkleidet, baugeschichtlich und sozialgeschichtlich von Bedeutung, Krüppelwalmdach mit drei Dachhäuschen | 09225932 |
|                                         | Wohnhaus (Umgebinde) über winkligem Grundriss | Oststraße (Ebersbach) 7 (Karte)         | Mitte 19. Jahrhundert, verändert                                                                                | Eingeschossig, im winkligen Anbau Umgebinde im Obergeschoss, Giebel verschiefert, baugeschichtlich und sozialgeschichtlich von Bedeutung. Durch Anbauten zum Teil entstellt, Fenster verändert, Umgebinde im zweigeschossigen Teil verbrettert, im eingeschossigen Teil ein Dachhäuschen. | 09225786 |
|                                         | Wohnhaus (Umgebinde) | Oststraße (Ebersbach) 12 (Karte)        | Mitte 19. Jahrhundert                                                                                           | Eingeschossiges Doppelstubenhaus, Giebel verkleidet, baugeschichtlich und sozialgeschichtlich von Bedeutung, originale Fenster, drei Dachhäuschen, originale Haustür | 09225685 |
|                                         | Wohnhaus (Umgebinde) | Oststraße (Ebersbach) 14 (Karte)        | Mitte 19. Jahrhundert                                                                                           | Eingeschossig, Blockstube verputzt, Giebel verschiefert, baugeschichtlich und sozialgeschichtlich von Bedeutung, Blockstube verputzt, alte Fenster, originale Haustür mit hölzernem Türstock und Oberlichtfenster, drei Dachhäuschen | 09225684 |
|                                         | Wohnhaus (Umgebinde) | Oststraße (Ebersbach) 15 (Karte)        | 1. Hälfte 19. Jahrhundert                                                                                       | Obergeschoss Fachwerk, verkleidet, baugeschichtlich von Bedeutung, Biberschwanzbedachung, DDR-Kreisdenkmalliste | 09226021 |
| Direkt Bild zu diesem Denkmal hochladen | Wohnhaus (Umgebinde) | Oststraße (Ebersbach) 16 (Karte)        | 1. Hälfte 19. Jahrhundert                                                                                       | Eingeschossig, Giebel verschiefert, baugeschichtlich und sozialgeschichtlich von Bedeutung, Umgebinde verbrettert, teilweise mit Ziegeln versetzt, originale Haustür, hölzernes Vorhäuschen, rechte Seite Ziegelbauweise, Fenstergewände aufgeputzt, originale Nebeneingangstür | 09225583 |
|                                         | Wohnhaus (Umgebinde), mit hinterem Anbau | Oststraße (Ebersbach) 17 (Karte)        | 2. Hälfte 19. Jahrhundert                                                                                       | Doppelstubenhaus, Obergeschoss Fachwerk, verschiefert, baugeschichtlich von Bedeutung, zum Teil originale Fenster, Schieferdachdeckung | 09226022 |
| Weitere Bilder                          | Wohnhaus (Umgebinde), mit hinterem Anbau | Oststraße (Ebersbach) 19 (Karte)        | Mitte 19. Jahrhundert                                                                                           | Eingeschossig, Giebel verschiefert, Anbau zweigeschossig, baugeschichtlich und sozialgeschichtlich von Bedeutung | 09226023 |
|                                         | Wohnstallhaus (Umgebinde) | Oststraße (Ebersbach) 21 (Karte)        | Um 1800 | Obergeschoss Fachwerk, zum Teil verschiefert, Korbbogenportal, baugeschichtlich von Bedeutung, Biberschwanzbedachung, zum Teil originale Fenster, gefährdet | 09226024 |
| Direkt Bild zu diesem Denkmal hochladen | Wohnhaus (Umgebinde) | Oststraße (Ebersbach) 22 (Karte)        | Mitte 19. Jahrhundert                                                                                           | Doppelstubenhaus, Obergeschoss Fachwerk, verkleidet, baugeschichtlich von Bedeutung, Blockstuben verbrettert | 09225682 |
|                                         | Wohnhaus (Umgebinde) | Oststraße (Ebersbach) 24 (Karte)        | 1. Hälfte 19. Jahrhundert                                                                                       | Obergeschoss Fachwerk, verschiefert, baugeschichtlich von Bedeutung, Umgebinde verbrettert, Verschieferung blau-weiß-Punkt, alte Fenster | 09225681 |
| Direkt Bild zu diesem Denkmal hochladen | Wohnhaus | Oststraße (Ebersbach) 26 (Karte)        | 1. Hälfte 19. Jahrhundert                                                                                       | Obergeschoss Fachwerk verkleidet, baugeschichtlich von Bedeutung, Erdgeschoss massiv erneuert | 09225680 |
| Weitere Bilder                          | Hugenottenhaus; Wohnhaus (Umgebinde) | Oststraße (Ebersbach) 28 (Karte)        | 1603 (Dendro)                                                                                                   | Obergeschoss Fachwerk, eines der ältesten Lausitzer Umgebindehäuser, baugeschichtlich, hausgeschichtlich und ortsgeschichtlich von Bedeutung, bis November 2010 irrtümlich unter Hausnummer 30 in der Denkmalliste | 09225679 |
|                                         | Wohnhaus (Umgebinde) | Oststraße (Ebersbach) 31 (Karte)        | Mitte 19. Jahrhundert                                                                                           | Obergeschoss Fachwerk, verkleidet, baugeschichtlich von Bedeutung, Untergeschoss verbrettert, nicht denkmalgerecht saniert, DDR-Kreisdenkmalliste, Biberschwanzbedachung | 09226025 |
| Direkt Bild zu diesem Denkmal hochladen | Wohnstallhaus (Umgebinde), Scheune und zwei Seitengebäude eines Vierseithofes                                                                                                  | Oststraße (Ebersbach) 34 (Karte)        | Bezeichnet mit 1797                                                                                             | Wohnstallhaus Obergeschoss Fachwerk, verbrettert, Türsturz bezeichnet, Scheune zum Teil Fachwerk, verbrettert, baugeschichtlich und wirtschaftsgeschichtlich von Bedeutung, zum Teil originale Biberschwanzbedachung, Erdgeschoss verkleidet | 09226036 |
|                                         | Wohnhaus (Umgebinde) | Oststraße (Ebersbach) 35 (Karte)        | Bezeichnet mit 1842 (Türsturz)                                                                                  | Obergeschoss Fachwerk, verkleidet, baugeschichtlich von Bedeutung, originale Biberschwanzbedachung, fünf Fledermausgauben, originale Blitzableiter | 09226026 |
| Direkt Bild zu diesem Denkmal hochladen | Wohnhaus (Umgebinde) | Oststraße (Ebersbach) 39 (Karte)        | 2. Hälfte 18. Jahrhundert                                                                                       | Eingeschossig, Giebel verkleidet, baugeschichtlich und sozialgeschichtlich von Bedeutung | 09226028 |
| Direkt Bild zu diesem Denkmal hochladen | Wohnhaus | Oststraße (Ebersbach) 43 (Karte)        | Um 1850 | Obergeschoss Fachwerk verkleidet, baugeschichtlich von Bedeutung, zum Teil originale Fenster, originale Biberschwanzbedachung mit zwei Fledermausgauben, Umgebinde wahrscheinlich überputzt, originale Haustür | 09226029 |
| Direkt Bild zu diesem Denkmal hochladen | Wohnhaus (Umgebinde) | Oststraße (Ebersbach) 44 (Karte)        | Mitte 19. Jahrhundert                                                                                           | Obergeschoss Fachwerk, verschiefert, baugeschichtlich von Bedeutung, originale Biberschwanzbedachung, Fenster erneuert, zum Teil vergrößert, drei Fledermausgauben | 09226034 |
| Direkt Bild zu diesem Denkmal hochladen | Wohnhaus (Umgebinde) | Oststraße (Ebersbach) 45 (Karte)        | 2. Hälfte 19. Jahrhundert                                                                                       | Eingeschossig, Giebel verbrettert, baugeschichtlich und sozialgeschichtlich von Bedeutung, Dachdeckung Biberschwanz, überdimensionaler Anbau wird errichtet | 09226030 |
| Direkt Bild zu diesem Denkmal hochladen | Wohnhaus (Umgebinde) | Oststraße (Ebersbach) 50 (Karte)        | Mitte 19. Jahrhundert                                                                                           | Eingeschossiges Doppelstubenhaus, baugeschichtlich und sozialgeschichtlich von Bedeutung, Schieferbedachung mit Dachhecht, massives Fundament | 09226033 |
| Direkt Bild zu diesem Denkmal hochladen | Wohnhaus (Umgebinde) | Oststraße (Ebersbach) 52 (Karte)        | 2. Hälfte 19. Jahrhundert                                                                                       | Eingeschossiges Doppelstubenhaus, baugeschichtlich und sozialgeschichtlich von Bedeutung, Untergeschoss verkleidet, Giebel verkleidet | 09226032 |
| Direkt Bild zu diesem Denkmal hochladen | Wohnstallhaus (Umgebinde) und Scheune eines Zweiseithofes | Oststraße (Ebersbach) 58 (Karte)        | Bezeichnet mit 1837 (Korbbogenportal)                                                                           | Wohnstallhaus Obergeschoss Fachwerk, verputzt, Scheune zum Teil verbrettert, baugeschichtlich und wirtschaftsgeschichtlich von Bedeutung, Biberschwanzbedachung auf allen Gebäuden, Fledermausgauben, Granitsteinpflasterung, schmiedeeisernes Gitter, originale Haustür | 09226031 |
| Weitere Bilder                          | Wohnhaus (Umgebinde) | Polenzstraße 1 (Karte)                  | Bezeichnet mit 1782 (Korbbogenportal)                                                                           | Obergeschoss Fachwerk, Mansarddach, baugeschichtlich von Bedeutung, Fenster zum Teil original erhalten, Umgebinde unsachgemäß verkleidet, vergitterte Fenster, DDR-Denkmalliste | 09225668 |
| Weitere Bilder                          | Neues Rathaus; Fabrikantenvilla, Remise und Kutscherhaus, Reste des Villengartens mit altem Baumbestand und OdF-Denkmal                                                        | Reichsstraße 1 (Karte)                  | 4. Viertel 19. Jahrhundert                                                                                      | Villa mit reich gegliederter Neorenaissance-Fassade aus Sandstein, Remise und Kutscherhaus gelbe Klinker, baugeschichtlich und ortsgeschichtlich von Bedeutung. Originale Innenausstattung, originale Fenster und Türen, Reste der Einfriedung, Abbruchantrag für Gebäudeteil Nord (war Verwaltungsgebäude Lautex) vom 27. März 2013, Genehmigung zum Rückbau des Nebengebäudes (Kutscherhaus) vom 18. Oktober 2016 (UD Görlitz). | 09225591 |
| Direkt Bild zu diesem Denkmal hochladen | Wohnhaus (Umgebinde) | Reichsstraße 8 (Karte)                  | 2. Viertel 19. Jahrhundert                                                                                      | Obergeschoss Fachwerk, verkleidet, baugeschichtlich von Bedeutung | 09226404 |
| Direkt Bild zu diesem Denkmal hochladen | Wohnhaus (Umgebinde), Scheune und Seitengebäude eines Vierseithofes | Ritterbachweg 1 (Karte)                 | 1. Hälfte 19. Jahrhundert                                                                                       | Wohnhaus Obergeschoss Fachwerk, verschiefert, mit langgestrecktem Anbau, baugeschichtlich und wirtschaftsgeschichtlich von Bedeutung, Wohnhaus mit originalen Fenstern und Haustür | 09225997 |
| Direkt Bild zu diesem Denkmal hochladen | Wohnhaus (Umgebinde) | Ritterbachweg 2 (Karte)                 | Mitte 19. Jahrhundert                                                                                           | Eingeschossig, Giebel verschiefert, baugeschichtlich und sozialgeschichtlich von Bedeutung, Dachdeckung Schiefer, drei Dachhäuschen, zum Teil originale Fenster | 09225998 |
| Direkt Bild zu diesem Denkmal hochladen | Wohnhaus (Umgebinde) | Ritterbachweg 4 (Karte)                 | Mitte 19. Jahrhundert                                                                                           | Eingeschossig, Giebel verschiefert, baugeschichtlich und sozialgeschichtlich von Bedeutung, rechter Teil verbrettert, Dachdeckung Schiefer, zum Teil originale Fenster | 09225999 |
| Direkt Bild zu diesem Denkmal hochladen | Wohnhaus (Umgebinde) | Ritterbachweg 5 (Karte)                 | Mitte 19. Jahrhundert                                                                                           | Eingeschossig, Giebel verschiefert, baugeschichtlich und sozialgeschichtlich von Bedeutung, zum Teil originale Fenster, Dachdeckung Schiefer | 09226271 |
| Direkt Bild zu diesem Denkmal hochladen | Wohnhaus (Umgebinde) | Robert-Koch-Straße 2 (Karte)            | Um 1900 | Eingeschossiges Doppelstubenhaus mit Drempel und Dachreiter mit Holzziergiebel, baugeschichtlich von Bedeutung, glasierte Biberschwanzdeckung, Verbretterung zum Teil unsachgemäß erneuert, originale Tür, zwei Dachhäuschen | 09225926 |
| Direkt Bild zu diesem Denkmal hochladen | Villa Waldfrieden | Robert-Koch-Straße 4 (Karte)            | Um 1910 | Putzbau mit Schmuckfachwerk und Altan, baugeschichtlich von Bedeutung, zum Teil originale Fenster | 09225925 |
|                                         | Villenartiges Wohnhaus | Röntgenstraße 2 (Karte)                 | Um 1900 | Klinkerbau mit Holzziergiebeln und Sandsteindekor, baugeschichtlich von Bedeutung, originale Fenster und Tür | 09225977 |
| Weitere Bilder                          | Wohnhaus (Umgebinde) | Röntgenstraße 4 (Karte)                 | Mitte 19. Jahrhundert                                                                                           | Eingeschossiges Doppelstubenhaus, Giebel Fachwerk, zum Teil verbrettert, „Blitzschlange“, baugeschichtlich und sozialgeschichtlich von Bedeutung, profilierte Säulen | 09225978 |
| Direkt Bild zu diesem Denkmal hochladen | Wohnhaus und Nebengebäude | Röntgenstraße 7 (Karte)                 | Ende 19. Jahrhundert                                                                                            | Klinkerbau mit Gusssteingewänden, baugeschichtlich von Bedeutung, originale Tür und Fenster | 09225917 |
| Direkt Bild zu diesem Denkmal hochladen | Villenartiges Wohnhaus mit Garten und Einfriedung | Röntgenstraße 9 (Karte)                 | Ende 19. Jahrhundert                                                                                            | Klinkerbau mit repräsentativem Portal, baugeschichtlich von Bedeutung, originale Tür und Fenster, Schieferdachdeckung, Buntglasfenster | 09225922 |
| Direkt Bild zu diesem Denkmal hochladen | Villenartiges Wohnhaus | Röntgenstraße 12 (Karte)                | Bezeichnet mit 1902                                                                                             | Villenartiger Putzbau mit Schmuckfachwerk, baugeschichtlich von Bedeutung, originale Fenster | 09225737 |
| Direkt Bild zu diesem Denkmal hochladen | Villa, Einfriedung mit Torbogen und Villengarten | Röntgenstraße 13 (Karte)                | Bezeichnet mit 1902–1903 (Reliefkartusche)                                                                      | Villa Putzbau mit Erkern und repräsentativem Portal, baugeschichtlich und gartenkünstlerisch von Bedeutung. Originale Tür und Fenster, zum Teil Buntglasfenster, Einfriedung mit Torbogen, Gerätehäuschen nicht mehr da. | 09225923 |
| Direkt Bild zu diesem Denkmal hochladen | Wohnhaus | Röntgenstraße 14 (Karte)                | Um 1900 | Eingeschossiges Doppelstubenhaus in der Art eines Umgebindehauses mit Drempel und Zwerchhaus, baugeschichtlich von Bedeutung | 09225736 |
| Direkt Bild zu diesem Denkmal hochladen | Villenartiges Wohnhaus | Röntgenstraße 15 (Karte)                | Um 1900 | Putzbau mit reicher Gliederung, Holzziergiebeln, vielgliedriger Dachlandschaft und repräsentativem Eingangsbereich, baugeschichtlich von Bedeutung, Putz bröckelt | 09225924 |
| Direkt Bild zu diesem Denkmal hochladen | Villa mit Garten und Einfriedung | Röntgenstraße 16 (Karte)                | Um 1910 | Villa im Reformstil der Zeit um 1910, baugeschichtlich von Bedeutung, originale Fenster, prächtige Haustür, buntverglastes Treppenhausfenster, Garten mit altem Baumbestand | 09225929 |
| Direkt Bild zu diesem Denkmal hochladen | Wohnhaus (Umgebinde) | Röntgenstraße 20 (Karte)                | Mitte 19. Jahrhundert                                                                                           | Eingeschossig, Giebel verschiefert, baugeschichtlich und sozialgeschichtlich von Bedeutung, Giebel in blau-weißem Muster verschiefert, drei Dachhäuschen | 09225928 |
| Direkt Bild zu diesem Denkmal hochladen | Wohnhaus (Umgebinde) | Rosenstraße 4 (Karte)                   | Um 1900 | Eingeschossiges Doppelstubenhaus mit Drempel, Beispiel der neueren Holzbauweise, baugeschichtlich von Bedeutung, Drempel und Giebel mit blau-weißem Schiefermuster, originale Fenster, Dachdeckung Schiefer | 09226411 |
| Weitere Bilder                          | Wohnhaus (Umgebinde) | Roßgasse 2 (Karte)                      | Bezeichnet mit 1822 (Türsturz)                                                                                  | Mit Ladeneinbau in der rechten Hälfte, Obergeschoss Fachwerk, baugeschichtlich von Bedeutung, originale Fenster, schmiedeeiserne Gitter, originale Haustür | 09225624 |
| Weitere Bilder                          | Wohnhaus (Umgebinde) | Roßgasse 4 (Karte)                      | 1. Hälfte 19. Jahrhundert                                                                                       | Doppelstubenhaus, Obergeschoss Fachwerk, baugeschichtlich von Bedeutung, Nebengebäude sehr gefährdet, Abbruch 2010 festgestellt | 09225623 |
| Direkt Bild zu diesem Denkmal hochladen | Wohnstallhaus und winkelförmige Scheune eines Dreiseithofes | Roßgasse 7 (Karte)                      | 4. Viertel 19. Jahrhundert (Wohnstallhaus); Mitte 19. Jahrhundert (Scheune)                                     | Baugeschichtlich und wirtschaftsgeschichtlich von Bedeutung, originale Fenster und Haustür, originale Biberschwanzdeckung auf der Scheune, am Wohnhaus erneuert, Scheune mit Dachhechten, bis November 2010 irrtümlich unter Roßgasse 1 in der Denkmalliste | 09225622 |
| Weitere Bilder                          | Wohnhaus (Umgebinde) | Roßgasse 8 (Karte)                      | Anfang 19. Jahrhundert                                                                                          | Doppelstubenhaus, Obergeschoss Fachwerk, Korbbogenportal, baugeschichtlich von Bedeutung, Fenster und Tür original erhalten | 09225609 |
| Direkt Bild zu diesem Denkmal hochladen | Wohnhaus in Ecklage | Schillerstraße 4 (Karte)                | 1890er Jahre | Putzbau mit überhöhtem Mittelrisalit, Fensterverdachungen und Putzzier mit Eckquaderung, baugeschichtlich von Bedeutung, originale Fenster und Tür, Schieferdeckung | 09225640 |
| Direkt Bild zu diesem Denkmal hochladen | Wohnhaus | Schillerstraße 11 (Karte)               | 1. Hälfte 19. Jahrhundert                                                                                       | Obergeschoss Fachwerk verschiefert, baugeschichtlich von Bedeutung, drei Dachhäuschen, Blitzableiter | 09225643 |
| Direkt Bild zu diesem Denkmal hochladen | Wohnhaus | Schillerstraße 12 (Karte)               | Um 1900 | Putzbau mit Ziegelverblender als Dekor, Ziergiebel, baugeschichtlich von Bedeutung, originale Fenster, Vorhäuschen, Jalousien, Tür | 09225647 |
| Weitere Bilder                          | Wohnhaus (Umgebinde) | Schloßstraße 4 (Karte)                  | Mitte 19. Jahrhundert, verändert                                                                                | Eingeschossig, Giebel Fachwerk, baugeschichtlich und sozialgeschichtlich von Bedeutung | 09225800 |
| Weitere Bilder                          | Wohnhaus (Umgebinde) | Schloßstraße 5 (Karte)                  | Mitte 19. Jahrhundert                                                                                           | Eingeschossig, baugeschichtlich und sozialgeschichtlich von Bedeutung, vorgezogenes Dach, ein Dachhäuschen | 09225939 |
| Weitere Bilder                          | Amtsgericht | Schloßstraße 6 (Karte)                  | Bezeichnet mit 1897, im Kern vermutlich älter                                                                   | Winkelförmiger Putzbau, sogenanntes Schloss mit Neorenaissancefassade und rückwärtigem Treppenturm, baugeschichtlich und ortsgeschichtlich von Bedeutung, zum Teil alte Fenster, repräsentatives Portal, Flügelbauten jünger (mit sächsischem Wappen) | 09225801 |
| Direkt Bild zu diesem Denkmal hochladen | Wohnhaus (Umgebinde) | Schulstraße 1 (Karte)                   | Mitte 19. Jahrhundert                                                                                           | Obergeschoss Fachwerk, verkleidet, baugeschichtlich von Bedeutung | 09226048 |
| Weitere Bilder                          | Wohnhaus mit Laden in Ecklage | Schulstraße 4 (Karte)                   | Ende 19. Jahrhundert                                                                                            | Klinkerfassade mit Stockgesims und Fensterverdachungen, baugeschichtlich von Bedeutung | 09225950 |
| Direkt Bild zu diesem Denkmal hochladen | Wohnhaus (Umgebinde) | Schulstraße 7 (Karte)                   | Um 1800 | Obergeschoss Fachwerk, mit Kunstschiefer verkleidet, baugeschichtlich von Bedeutung | 09299740 |
| Direkt Bild zu diesem Denkmal hochladen | Hain-Schule, Schulgebäude | Schulstraße 13 (Karte)                  | Bezeichnet mit 1899                                                                                             | Repräsentativer Klinkerbau mit Neorenaissancefassade, Mittelrisalit mit Stufengiebel, baugeschichtlich und ortsgeschichtlich von Bedeutung, bunte bleiverglaste Fenster in der Aula, bezeichnet mit „Ferd. Müller, Quedlinburg 1899“ | 09225862 |
| Weitere Bilder                          | Wohnhaus (Umgebinde) | Schulstraße 20 (Karte)                  | Mitte 19. Jahrhundert, verändert                                                                                | Eingeschossig, Giebel verschiefert, baugeschichtlich und sozialgeschichtlich von Bedeutung | 09225962 |
| Weitere Bilder                          | Wohnhaus (Umgebinde) | Schulstraße 24 (Karte)                  | 2. Hälfte 19. Jahrhundert                                                                                       | Doppelstubenhaus, Obergeschoss Fachwerk, verbrettert, baugeschichtlich von Bedeutung, Verbretterung Steinbauimitation | 09225966 |
| Direkt Bild zu diesem Denkmal hochladen | Eisenbahnbrücke über den Ritterbach und die Seitenstraße | Seitenstraße (Karte)                    | Ende 19. Jahrhundert                                                                                            | Dreibogige Brücke, baugeschichtlich und technikgeschichtlich von Bedeutung | 09226341 |
| Direkt Bild zu diesem Denkmal hochladen | Wohnhaus (Umgebinde) | Seitenstraße 2 (Karte)                  | Mitte 19. Jahrhundert                                                                                           | Eingeschossig, drei Dachhäuschen, baugeschichtlich und sozialgeschichtlich von Bedeutung. Dieses Gebäude wurde bis Nov. 2010 auf dem Foto irrtümlich unter Neusalzaer Straße 32 geführt. Es war unter Seitenstraße 2 kartiert, besaß aber kein eigenes Dokument. | 09303528 |
| Direkt Bild zu diesem Denkmal hochladen | Wohnhaus (Umgebinde) | Seitenstraße 5 (Karte)                  | Bezeichnet mit 1802                                                                                             | Obergeschoss Fachwerk, Korbbogenportal bezeichnet, baugeschichtlich von Bedeutung | 09225825 |
| Direkt Bild zu diesem Denkmal hochladen | Wohnhaus (Umgebinde) | Seitenstraße 11 (Karte)                 | Mitte 19. Jahrhundert                                                                                           | Eingeschossig, Giebel verbrettert, baugeschichtlich und sozialgeschichtlich von Bedeutung, originale Fenster, Dachdeckung Biberschwanz mit drei Fledermausgauben | 09226350 |
| Direkt Bild zu diesem Denkmal hochladen | Wohnhaus (Umgebinde), mit Anbau | Seitenstraße 14 (Karte)                 | Mitte 19. Jahrhundert, verändert                                                                                | Eingeschossig, Ladeneinbau, Giebel verschiefert, baugeschichtlich und sozialgeschichtlich von Bedeutung, Verschieferung mit blau-weißem Muster, Dachdeckung Schiefer (schwarz mit roter Kante) und drei Dachhäuschen | 09226357 |
| Direkt Bild zu diesem Denkmal hochladen | Wohnhaus (Umgebinde), mit Anbau | Seitenstraße 17 (Karte)                 | 1. Hälfte 19. Jahrhundert                                                                                       | Eingeschossig mit Drempel, baugeschichtlich und sozialgeschichtlich von Bedeutung, originale Fenster, Tür, Dachdeckung Schiefer | 09226349 |
| Direkt Bild zu diesem Denkmal hochladen | Wohnhaus (Umgebinde) | Seitenstraße 20 (Karte)                 | 1. Hälfte 19. Jahrhundert                                                                                       | Obergeschoss Fachwerk, verschiefert, baugeschichtlich von Bedeutung, Verschieferung in blau-weißem Muster, Dachdeckung Schiefer mit roter Kante, drei Fledermausgauben | 09226345 |
| Direkt Bild zu diesem Denkmal hochladen | Wohnhaus (Umgebinde) | Seitenstraße 22 (Karte)                 | Mitte 19. Jahrhundert                                                                                           | Eingeschossig, Giebel verschiefert, baugeschichtlich und sozialgeschichtlich von Bedeutung, Dachdeckung zum Teil Schiefer, originale Fenster | 09226344 |
| Direkt Bild zu diesem Denkmal hochladen | Ländliches Wohnhaus, mit Anbau | Seitenstraße 24 (Karte)                 | 2. Hälfte 19. Jahrhundert                                                                                       | Eingeschossig, wohl einst Umgebindehaus, Anbau zweigeschossig, baugeschichtlich und sozialgeschichtlich von Bedeutung, rotes Schieferdach mit schwarzer Kante, zwei Dachhäuschen, originale Fenster, Blockstube wahrscheinlich nur verputzt | 09226342 |
| Direkt Bild zu diesem Denkmal hochladen | Gaststätte Zwei Linden, Wohnhaus (Umgebinde) | Seitenstraße 25 (Karte)                 | Mitte 19. Jahrhundert, verändert                                                                                | Eingeschossig mit zweigeschossigem Rückbau, baugeschichtlich und ortsgeschichtlich von Bedeutung, rechte Hälfte verbrettert mit originalen Fenstern, Dachdeckung roter Schiefer mit schwarzer Kante, vier Dachhäuschen | 09226346 |
| Direkt Bild zu diesem Denkmal hochladen | Wohnhaus (Umgebinde) | Seitenstraße 29 (Karte)                 | 1. Hälfte 19. Jahrhundert                                                                                       | Eingeschossig, Giebel verschiefert, baugeschichtlich und sozialgeschichtlich von Bedeutung, rechte Hälfte verschiefert, originale Fenster und Tür, Dachdeckung Schiefer, sehr gefährdet, Abriss geplant | 09226277 |
| Direkt Bild zu diesem Denkmal hochladen | Wohnhaus | Seitenstraße 32 (Karte)                 | 1. Hälfte 19. Jahrhundert                                                                                       | Obergeschoss Fachwerk, baugeschichtlich von Bedeutung, mit langgestreckter Schleppgaube, Dachdeckung Schiefer mit roter Kante, originale Rundbogenfenster in der Schleppgaube, östlicher Giebel verbrettert | 09226275 |
| Direkt Bild zu diesem Denkmal hochladen | Wohnhaus (Umgebinde) | Seitenstraße 33 (Karte)                 | Um 1800 | Eingeschossig, mit Vorlaube, Giebel verbrettert, baugeschichtlich und sozialgeschichtlich von Bedeutung, Giebel verbrettert, Dachhäuschen, originale Fenster, DDR-Denkmal, gefährdet | 09226276 |
| Direkt Bild zu diesem Denkmal hochladen | Wohnhaus (Umgebinde) mit integriertem Wirtschaftsteil | Seitenstraße 34 (Karte)                 | 1. Hälfte 19. Jahrhundert                                                                                       | Eingeschossiges Doppelstubenhaus, Giebel verschiefert, baugeschichtlich und sozialgeschichtlich von Bedeutung, Dachdeckung Schiefer, vier Dachhäuschen | 09226274 |
|                                         | Villa, Kutscherhäuschen und Garten | Spreedorfer Straße 1 (Karte)            | Ende 19. Jahrhundert (Villa); um 1900 (Kutscherwohnung)                                                         | Villa Putzbau mit Stockgesims, Fensterüberdachungen und Wintergarten, baugeschichtlich von Bedeutung, originale Tür und Fenster, erneuerter Putz | 09225913 |
|                                         | Wohnhaus (Umgebinde) | Spreedorfer Straße 2 (Karte)            | Mitte 19. Jahrhundert                                                                                           | Eingeschossig, mit zweigeschossigem Rückbau, Giebel verkleidet, baugeschichtlich und sozialgeschichtlich von Bedeutung, originale Fenster, gefährdet | 09226322 |
|                                         | Wohnhaus | Spreedorfer Straße 4 (Karte)            | 2. Hälfte 19. Jahrhundert                                                                                       | Eingeschossig mit Drempel, baugeschichtlich und sozialgeschichtlich von Bedeutung, Satteldach mit drei Dachhäuschen (ehemals Drempel und Giebel Fachwerk) | 09226321 |
| Weitere Bilder                          | Oberlausitzer Blumenfabrik Alfred Neumann; Fabrik mit Verwaltungsgebäude, anschließendem Produktionsgebäude mit Treppenhausturm und vorgelagerten Stützmauer mit Treppenanlage | Spreedorfer Straße 7 (Karte)            | Um 1910 | Repräsentative Anlage im Reformstil der Zeit um 1910, Verwaltungsgebäude mit seitlichem Runderker, zweigeschossiges Produktionsgebäude, baugeschichtlich, ortsbildprägend und technikgeschichtlich von Bedeutung, zum Teil originale Fenster, zum Teil Fensterläden, originale Haustür im Verwaltungsgebäude, bis November 2010 irrtümlich auch unter der Hausnummer 9 in der Denkmalliste | 09226318 |
|                                         | Wohnhaus (Umgebinde) | Spreedorfer Straße 8 (Karte)            | Mitte 19. Jahrhundert                                                                                           | Eingeschossiges Doppelstubenhaus, baugeschichtlich und sozialgeschichtlich von Bedeutung, originale Fenster, originale Tür, Dachdeckung zum Teil Schiefer, rechte Hälfte sehr gefährdet | 09226320 |
|                                         | Wohnhaus mit Garagenanbau | Spreedorfer Straße 9, 11 (Karte)        | 1920er Jahre | Putzbau mit Art-déco-Elementen, Garagenanbau mit Fachwerkgiebel, baugeschichtlich von Bedeutung, originale Fenster und Türen, Fensterläden, Dachdeckung Biberschwanz, bis November 2010 nur unter der Hausnummer 11 in der Denkmalliste | 09226317 |
|                                         | Wohnhaus (Umgebinde) | Spreedorfer Straße 10 (Karte)           | 2. Hälfte 19. Jahrhundert                                                                                       | Obergeschoss Fachwerk, zum Teil verbrettert, baugeschichtlich von Bedeutung, Tür erhalten | 09226319 |
|                                         | Wohnhaus (Umgebinde) | Spreedorfer Straße 26 (Karte)           | Bezeichnet mit 1834 (Korbbogenportal)                                                                           | Obergeschoss Fachwerk, baugeschichtlich von Bedeutung, profilierte Säulen, originale Haustür, zwei vergitterte Fenster, eingeschossiger Rückbau mit Umgebinde | 09225887 |
|                                         | Wohnhaus (Umgebinde) | Spreedorfer Straße 42 (Karte)           | Mitte 19. Jahrhundert                                                                                           | Eingeschossig, Giebel Fachwerk, verschiefert, baugeschichtlich und sozialgeschichtlich von Bedeutung, Rückbau mit Umgebinde und Fachwerk, profilierte Säulen | 09225888 |
|                                         | Wohnhaus (Umgebinde) | Spreedorfer Straße 52 (Karte)           | 1. Hälfte 19. Jahrhundert, verändert                                                                            | Eingeschossig, Giebel Fachwerk, baugeschichtlich und sozialgeschichtlich von Bedeutung, Dachhecht | 09225891 |
|                                         | Wohnhaus (Umgebinde) | Spreedorfer Straße 54 (Karte)           | 1. Hälfte 19. Jahrhundert                                                                                       | Eingeschossiges Doppelstubenhaus, Giebel Fachwerk, verkleidet, baugeschichtlich und sozialgeschichtlich von Bedeutung, kleiner Dachhecht | 09225890 |
|                                         | Wohnhaus (Umgebinde) | Spreedorfer Straße 56 (Karte)           | 1. Hälfte 19. Jahrhundert                                                                                       | Eingeschossig, Giebel Fachwerk, verschiefert, baugeschichtlich und sozialgeschichtlich von Bedeutung, vorgezogener Dachteil mit Hecht | 09225889 |
|                                         | Wohnhaus (Umgebinde) und Nebengebäude | Spreedorfer Straße 58 (Karte)           | Bezeichnet mit 1836 (Korbbogenportal im Schlussstein)                                                           | Doppelstubenhaus, Obergeschoss Fachwerk, verschiefert, baugeschichtlich von Bedeutung, profilierte Säulen, originale Haustür | 09225892 |
|                                         | Wohnhaus (Umgebinde) | Spreedorfer Straße 66 (Karte)           | Bezeichnet mit 1824 (Türsturz)                                                                                  | Eingeschossiges Doppelstubenhaus, baugeschichtlich und sozialgeschichtlich von Bedeutung, mit Blitzschlange, ein vergittertes Fenster, drei Dachhäuschen | 09225895 |
|                                         | Wohnhaus (Umgebinde) | Spreedorfer Straße 68 (Karte)           | 1. Hälfte 19. Jahrhundert, verändert                                                                            | Eingeschossig, Giebel Fachwerk, verbrettert, baugeschichtlich und sozialgeschichtlich von Bedeutung, große Schleppgaube | 09225896 |
| Direkt Bild zu diesem Denkmal hochladen | Wohnhaus (Umgebinde) | Spreedorfer Straße 72 (Karte)           | Bezeichnet mit 1842 (Türsturz)                                                                                  | Obergeschoss Fachwerk, verbrettert, baugeschichtlich von Bedeutung, bis November 2010 als Nebengebäude unter Hausnummer 72 (zu) in der Denkmalliste, laut ALK-Daten Hausnummer 72 | 09225898 |
|                                         | Wohnhaus (Umgebinde) | Spreedorfer Straße 72a (Karte)          | Um 1920 | Eingeschossiges Doppelstubenhaus mit Mansarddach, Beispiel der neueren Holzbauweise, baugeschichtlich von Bedeutung, zwei vergitterte Fenster, bis November 2010 unter Hausnummer 72 in der Denkmalliste, laut ALK-Daten Hausnummer 72a | 09225897 |
|                                         | Wohnhaus (Umgebinde) mit integriertem Wirtschaftsteil | Spreedorfer Straße 74 (Karte)           | Mitte 19. Jahrhundert                                                                                           | Eingeschossig, Giebel Fachwerk, verschiefert, baugeschichtlich und sozialgeschichtlich von Bedeutung (ehemals: mit Dachausbau, alte Fenster, alte Tür) | 09225831 |
| Direkt Bild zu diesem Denkmal hochladen | Wohnhaus (Umgebinde) | Spreedorfer Straße 78 (Karte)           | Um 1850 | Eingeschossig, Giebel verkleidet, baugeschichtlich und sozialgeschichtlich von Bedeutung, zwei Dachhäuschen, zwei Blitzableiter | 09225833 |
| Direkt Bild zu diesem Denkmal hochladen | Wohnhaus (Umgebinde), Seitengebäude und Scheune eines Bauernhofes | Spreedorfer Straße 79 (Karte)           | Mitte 19. Jahrhundert                                                                                           | Umgebindehaus eingeschossig, zum Teil verkleidet, baugeschichtlich und wirtschaftsgeschichtlich von Bedeutung, originale Fenster, alte Haustür, drei Dachhäuschen | 09225852 |
| Direkt Bild zu diesem Denkmal hochladen | Wohnhaus (Umgebinde) | Spreedorfer Straße 81 (Karte)           | Anfang 19. Jahrhundert, verändert                                                                               | Obergeschoss Fachwerk, verbrettert, baugeschichtlich von Bedeutung, drei Fledermausgauben, vergitterte Fenster, originale Haustür | 09225853 |
|                                         | Wohnhaus (Umgebinde) | Spreedorfer Straße 86 (Karte)           | Bezeichnet mit 1824                                                                                             | Doppelstubenhaus, Obergeschoss Fachwerk, verschiefert, Türstock bezeichnet, baugeschichtlich von Bedeutung, zwei vergitterte Fenster, Verschieferung blau-weiß-Punkt, Dachhecht | 09225834 |
|                                         | Wohnhaus (Umgebinde) | Spreedorfer Straße 88 (Karte)           | 1. Hälfte 19. Jahrhundert                                                                                       | Eingeschossiges Doppelstubenhaus, Giebel verbrettert, baugeschichtlich und sozialgeschichtlich von Bedeutung, drei Dachhäuschen (ehemals originale Fenster, zwei Blitzableiter) | 09225835 |
|                                         | Wohnhaus (Umgebinde) | Spreedorfer Straße 90 (Karte)           | Mitte 19. Jahrhundert, verändert                                                                                | Eingeschossiges Doppelstubenhaus, Giebel verschiefert, baugeschichtlich und sozialgeschichtlich von Bedeutung, Dachhecht | 09225836 |
|                                         | Wohnhaus (Umgebinde) | Spreedorfer Straße 94 (Karte)           | 1. Hälfte 19. Jahrhundert                                                                                       | Obergeschoss Fachwerk, verschiefert, baugeschichtlich von Bedeutung, zum Teil alte Fenster | 09225837 |
|                                         | Wohnhaus | Spreedorfer Straße 98 (Karte)           | Bezeichnet mit 1822                                                                                             | Obergeschoss Fachwerk, im Türsturz bezeichnet, baugeschichtlich von Bedeutung, originale Haustür, zwei vergitterte Fenster | 09225839 |
|                                         | Wohnhaus (Umgebinde) | Spreedorfer Straße 100 (Karte)          | 1860er Jahre (Auskunft)                                                                                         | Obergeschoss Fachwerk, verkleidet, Mansarddach, baugeschichtlich von Bedeutung, alte Fenster, rechte Hausseite verändert | 09225840 |
|                                         | Wohnhaus (Umgebinde) | Spreedorfer Straße 107 (Karte)          | Um 1850 | Eingeschossig, baugeschichtlich und sozialgeschichtlich von Bedeutung, profilierte Säulen, Fenster verändert, drei Dachhäuschen | 09225845 |
|                                         | Wohnhaus (Umgebinde) | Spreedorfer Straße 108 (Karte)          | Bezeichnet mit 1873                                                                                             | Eingeschossiges Doppelstubenhaus, Giebel verbrettert, baugeschichtlich und sozialgeschichtlich von Bedeutung, Dachhecht mit verzierten Rundbogenfenstern, alte Haustür | 09225842 |
| Direkt Bild zu diesem Denkmal hochladen | Scheune | Spreedorfer Straße 109 (Karte)          | 18. Jahrhundert                                                                                                 | Langstrebiges Fachwerk mit Holzverkleidung, Holzschindeldeckung, baugeschichtlich von Bedeutung | 08967480 |
|                                         | Wohnhaus (Umgebinde) | Spreedorfer Straße 112 (Karte)          | Mitte 19. Jahrhundert                                                                                           | Eingeschossig, baugeschichtlich und sozialgeschichtlich von Bedeutung, zum Teil vorgezogenes Dach, Dachhecht, originale Fenster und Tür | 09225843 |
|                                         | Spreequell-Grundschule, Schulgebäude | Spreedorfer Straße 113 (Karte)          | 4. Viertel 19. Jahrhundert                                                                                      | Putzbau mit Mittelrisalit und Putzgliederung, baugeschichtlich und ortsgeschichtlich von Bedeutung, bis 2010 irrtümlich unter Hausnummer 111 in der Denkmalliste | 09225844 |
|                                         | Wohnhaus (Umgebinde) | Spreedorfer Straße 131 (Karte)          | Um 1900 | Eingeschossiges Doppelstubenhaus mit Drempel und großem Dacherker, Beispiel der neueren Holzbauweise, baugeschichtlich von Bedeutung, Drempel, Giebel und Erker Fachwerk, Dachdeckung Schiefer | 09226425 |
|                                         | Wohnhaus (Umgebinde) | Spreedorfer Straße 135 (Karte)          | 2. Hälfte 19. Jahrhundert                                                                                       | Eingeschossig, baugeschichtlich und sozialgeschichtlich von Bedeutung, originale Fenster und Tür, Dachdeckung Schiefer mit roter Kante | 09226424 |
|                                         | Wohnhaus (Umgebinde) | Spreedorfer Straße 137 (Karte)          | 2. Hälfte 19. Jahrhundert                                                                                       | Eingeschossiges Doppelstubenhaus, Giebel verbrettert, baugeschichtlich und sozialgeschichtlich von Bedeutung, zum Teil originale Fenster, Dachdeckung Schiefer | 09226423 |
|                                         | Wohnhaus (Umgebinde) | Spreedorfer Straße 139 (Karte)          | 2. Hälfte 19. Jahrhundert                                                                                       | Eingeschossig, baugeschichtlich und sozialgeschichtlich von Bedeutung, rechte Hälfte und Giebel verbrettert, Originale Fenster und Tür, drei Dachhäuschen, Dachdeckung Schiefer, sehr gefährdet | 09226422 |
| Weitere Bilder                          | Wohnhaus (Umgebinde) und angebautes Wohnhaus | Steinstraße (Ebersbach) 1 (Karte)       | 17. Jahrhundert                                                                                                 | Umgebindehaus Obergeschoss Fachwerk mit Andreaskreuzen und Laubengang, angebautes Wohnhaus Obergeschoss Fachwerk mit Andreaskreuzen, beide Gebäude Satteldach, Giebel verbrettert, baugeschichtlich, hausgeschichtlich und straßenbildprägend von Bedeutung. Auskunft: dendro-chronologische Untersuchungen an der TU Dresden, Ergebnisse noch offen, Dachdeckung 1936 erneuert ehemals Stroh, originale Einrichtungen mit allen Türen, zum Teil Eisenbeschläge, Treppenhaus, Fachwerk mit Andreaskreuzen, im Erdgeschoss Klostergewölbe. | 09225567 |
| Direkt Bild zu diesem Denkmal hochladen | Wohnhaus (Umgebinde), Seitengebäude und Schuppen eines Bauernhofes | Steinstraße (Ebersbach) 5, 5a (Karte)   | Bezeichnet mit 1799 (Korbbogenportal)                                                                           | Wohnhaus Obergeschoss Fachwerk, verschiefert, Seitengebäude Obergeschoss verbrettert, Schuppen hinter der Garage, baugeschichtlich und wirtschaftsgeschichtlich von Bedeutung, Verschieferung mit blau-weißem Muster | 09225568 |
| Direkt Bild zu diesem Denkmal hochladen | Denkmal für die Gefallenen des Ersten Weltkrieges | Südstraße (Karte)                       | Nach 1918 | Schlichter Granitblock auf Postament, mit Inschrift und Treppenanlage, ortsgeschichtlich von Bedeutung. „Unseren Helden 1914–1918“ | 09226296 |
| Direkt Bild zu diesem Denkmal hochladen | Mietvilla | Südstraße 14 (Karte)                    | Um 1910 | Putzbau mit neobarocken Schweifgiebeln, baugeschichtlich von Bedeutung, originale Fenster und Bedachung | 09226307 |
| Direkt Bild zu diesem Denkmal hochladen | Wohnhaus (Umgebinde) | Teichstraße 4 (Karte)                   | Mitte 19. Jahrhundert                                                                                           | Eingeschossig, baugeschichtlich und sozialgeschichtlich von Bedeutung, drei Dachhäuschen, Dachdeckung Schiefer, originale Tür | 09225972 |
| Direkt Bild zu diesem Denkmal hochladen | Wohnhaus | Teichstraße 6 (Karte)                   | 2. Hälfte 19. Jahrhundert                                                                                       | Eingeschossig, baugeschichtlich und sozialgeschichtlich von Bedeutung, Dachdeckung Biberschwanz, gefährdet, leerstehend | 09225973 |
| Direkt Bild zu diesem Denkmal hochladen | Wohnhaus (Umgebinde) | Teichstraße 7 (Karte)                   | 2. Hälfte 19. Jahrhundert                                                                                       | Eingeschossig, baugeschichtlich und sozialgeschichtlich von Bedeutung, originale Biberschwanzdeckung, drei Dachhäuschen. Der hintere massive Teil wird Neubau, kein Denkmal. | 09225969 |
| Direkt Bild zu diesem Denkmal hochladen | Wohnhaus (Umgebinde) | Turnerweg 10 (Karte)                    | Um 1900 | Doppelstubenhaus mit Drempel, Beispiel der neueren Holzbauweise, baugeschichtlich von Bedeutung, Drempel und Giebel mit blau-weißem Schiefermuster, hölzernes Vorhäuschen, originale Tür gefährdet, Fenster zum Teil erneuert | 09226412 |
| Weitere Bilder                          | Wohnhaus (Umgebinde) | Uferstraße 2 (Karte)                    | 2. Hälfte 19. Jahrhundert                                                                                       | Eingeschossig, baugeschichtlich und sozialgeschichtlich von Bedeutung, originale Fenster, Tür, zwei Dachhäuschen, originale Biberschwanzbedachung | 09226000 |
| Weitere Bilder                          | Wohnhaus (Umgebinde) | Uferstraße 3 (Karte)                    | Bezeichnet mit 1877                                                                                             | Obergeschoss Fachwerk, verkleidet, Türsturz bezeichnet, baugeschichtlich von Bedeutung, originale Tür und Fenster, originale Biberschwanzbedachung, drei Fledermausgauben, linke Haushälfte mit Umgebindekonstruktion | 09225901 |
|                                         | Wohnhaus (Umgebinde) | Uferstraße 4 (Karte)                    | 2. Hälfte 19. Jahrhundert                                                                                       | Obergeschoss Fachwerk, baugeschichtlich von Bedeutung, Obergeschoss Plattenverkleidung, Biberschwanzbedachung | 09226001 |
| Direkt Bild zu diesem Denkmal hochladen | Wohnhaus (Umgebinde) | Uferstraße 6 (Karte)                    | Um 1850 | Eingeschossig, bau- und sozialgeschichtlich von Bedeutung | 09226003 |
| Weitere Bilder                          | Wohnhaus (Umgebinde) | Uferstraße 11 (Karte)                   | Um 1850 | Eingeschossig, mit zweigeschossigem Rückbau, baugeschichtlich und sozialgeschichtlich von Bedeutung, Rückbau verschiefert in Blau-Weiß | 09226002 |
| Weitere Bilder                          | Wohnhaus (Umgebinde) | Uferstraße 15 (Karte)                   | 2. Hälfte 19. Jahrhundert                                                                                       | Eingeschossig, mit zweigeschossigem Anbau, baugeschichtlich und sozialgeschichtlich von Bedeutung, Tür um 1910, Fenster erneuert, Dachhäuschen | 09225904 |
| Weitere Bilder                          | Wohnhaus (Umgebinde) | Uferstraße 20 (Karte)                   | Um 1910 | Eingeschossig mit Mansardwalmdach, Giebel verschiefert, Beispiel der neueren Holzbauweise, baugeschichtlich von Bedeutung, neue Fenster, drei Dachgauben, Biberschwanzbedachung, 1. Viertel 20. Jahrhundert verändert, Verschieferung in blau-weißem Muster | 09225902 |
| Weitere Bilder                          | Wohnhaus (Umgebinde) | Uferstraße 21 (Karte)                   | Mitte 19. Jahrhundert                                                                                           | Eingeschossig, Giebel verschiefert, baugeschichtlich und sozialgeschichtlich von Bedeutung, originale Biberschwanzdeckung, originale Fenster, Blitzableiter | 09225905 |
|                                         | Wohnhaus (Umgebinde) | Uferstraße 22 (Karte)                   | 2. Hälfte 19. Jahrhundert                                                                                       | Eingeschossiges Doppelstubenhaus, baugeschichtlich und sozialgeschichtlich von Bedeutung, Biberschwanzbedachung mit drei kleinen Dachhäuschen | 09226004 |
| Direkt Bild zu diesem Denkmal hochladen | Wohnhaus | Uferstraße 24 (Karte)                   | Bezeichnet mit 1825                                                                                             | Eingeschossig, mit großer Schleppgaube, Türsturz bezeichnet, baugeschichtlich und sozialgeschichtlich von Bedeutung, Giebel Fachwerk, zum Teil originale Fenster | 09226011 |
| Weitere Bilder                          | Wohnhaus (Umgebinde) | Uferstraße 25 (Karte)                   | 1. Hälfte 19. Jahrhundert                                                                                       | Obergeschoss Fachwerk, verbrettert, baugeschichtlich von Bedeutung, Schieferdach, originale Fenster, linke Traufseite verschiefert | 09226012 |
|                                         | Wohnhaus (Umgebinde), dazu Einfriedung | Uferstraße 26 (Karte)                   | Mitte 19. Jahrhundert                                                                                           | Eingeschossiges Doppelstubenhaus, Giebel verschiefert, baugeschichtlich und sozialgeschichtlich von Bedeutung, zum Teil originale Fenster, Schieferdach mit drei Dachhäuschen, Umgebindeimitation auf der linken Seite | 09226013 |
| Weitere Bilder                          | Wohnhaus (Umgebinde) | Uferstraße 27 (Karte)                   | Mitte 19. Jahrhundert                                                                                           | Eingeschossiges Doppelstubenhaus, Giebel verbrettert, baugeschichtlich und sozialgeschichtlich von Bedeutung, originale Biberschwanzbedachung, originale Haustür und Fenster, Umgebindeimitation auf der linken Seite | 09226014 |
| Weitere Bilder                          | Wohnhaus (Umgebinde) | Uferstraße 29 (Karte)                   | 1. Hälfte 19. Jahrhundert                                                                                       | Eingeschossiges Doppelstubenhaus, baugeschichtlich und sozialgeschichtlich von Bedeutung, Schieferdach mit drei Dachhäuschen, originale Fenster, DDR-Kreisdenkmalliste, Tür nachgebaut | 09226015 |
| Direkt Bild zu diesem Denkmal hochladen | Wohnhaus mit Vorlaube | Uferstraße 30 (Karte)                   | 1. Hälfte 19. Jahrhundert, verändert                                                                            | Eingeschossig, baugeschichtlich und sozialgeschichtlich von Bedeutung, Giebel und Vorlaube verschiefert | 09226016 |
| Weitere Bilder                          | Wohnstallhaus (Umgebinde) und Scheune eines Bauernhofes | Uferstraße 31 (Karte)                   | 2. Hälfte 19. Jahrhundert                                                                                       | Wohnstallhaus Obergeschoss Fachwerk, verschiefert, Scheune verbrettert, baugeschichtlich und wirtschaftsgeschichtlich von Bedeutung. Wohnstallhaus: Biberschwanzbedachung mit Dachhecht, originale Fenster, Blitzableiter. | 09226018 |
| Weitere Bilder                          | Wohnhaus (Umgebinde) | Uferstraße 32 (Karte)                   | Mitte 19. Jahrhundert, verändert                                                                                | Eingeschossig, Giebel verschiefert, baugeschichtlich und sozialgeschichtlich von Bedeutung, originale Haustür und Fenster | 09226017 |
|                                         | Wohnhaus (Umgebinde) | Untere Viebiggasse 1 (Karte)            | 1. Hälfte 19. Jahrhundert                                                                                       | Doppelstubenhaus, Obergeschoss Fachwerk, verschiefert, baugeschichtlich von Bedeutung, profilierte Säulen, Blockstube verbrettert, Verschieferung blau-weiß-Punkt, drei Fledermausgauben mit rundbogigen Fenstern, zwei Blitzableiter | 09225784 |
| Direkt Bild zu diesem Denkmal hochladen | Wohnhaus (Umgebinde) | Untere Viebiggasse 2 (Karte)            | 1. Hälfte 19. Jahrhundert, verändert                                                                            | Eingeschossig, Giebel verkleidet, baugeschichtlich und sozialgeschichtlich von Bedeutung, ein Blitzableiter | 09225788 |
| Direkt Bild zu diesem Denkmal hochladen | Wohnhaus (Umgebinde) | Untere Viebiggasse 3 (Karte)            | 1. Hälfte 19. Jahrhundert                                                                                       | Eingeschossiges Doppelstubenhaus, Giebel verkleidet, baugeschichtlich und sozialgeschichtlich von Bedeutung, Blockstube links mit weiten Jochen, rechts Umgebindeimitation, zweigeschossiger moderner Rückbau | 09225783 |
| Direkt Bild zu diesem Denkmal hochladen | Wohnhaus (Umgebinde) | Untere Viebiggasse 4 (Karte)            | 1. Hälfte 19. Jahrhundert                                                                                       | Eingeschossig, Giebel verschiefert, baugeschichtlich und sozialgeschichtlich von Bedeutung, vorgezogenes Dach, ein Dachhäuschen | 09225899 |
|                                         | Wohnhaus (Umgebinde) | Untere Viebiggasse 5 (Karte)            | Mitte 19. Jahrhundert                                                                                           | Doppelstubenhaus, Obergeschoss Fachwerk, verschiefert, baugeschichtlich von Bedeutung, profilierte Säulen, Blockstube verbrettert, Verschieferung blau-weiß-Punkt, zwei Blitzableiter | 09225782 |
| Direkt Bild zu diesem Denkmal hochladen | Wohnhaus (Umgebinde) | Untere Viebiggasse 6 (Karte)            | 1. Hälfte 19. Jahrhundert                                                                                       | Eingeschossig, Giebel verschiefert, baugeschichtlich und sozialgeschichtlich von Bedeutung, ein Dachhäuschen | 09225789 |
| Direkt Bild zu diesem Denkmal hochladen | Wohnhaus (Umgebinde), mit Einfriedung | Untere Viebiggasse 7 (Karte)            | 1. Hälfte 19. Jahrhundert                                                                                       | Eingeschossiges Doppelstubenhaus, Giebel verbrettert, baugeschichtlich und sozialgeschichtlich von Bedeutung, alte Fenster und Fensterbekleidungen, Umgebinde verbrettert, Granitzaunsäulen und Holzlattenzaun, Haustür 1920er Jahre, Abbruchgenehmigung für den massiven Anbau am Umgebindehaus vom 13. Oktober 2009 | 09225781 |
| Direkt Bild zu diesem Denkmal hochladen | Wohnhaus (Umgebinde) | Untere Viebiggasse 8 (Karte)            | Mitte 19. Jahrhundert                                                                                           | Eingeschossig, baugeschichtlich und sozialgeschichtlich von Bedeutung, drei Dachhäuschen | 09225931 |
| Direkt Bild zu diesem Denkmal hochladen | Wohnhaus (Umgebinde) | Untere Viebiggasse 10 (Karte)           | Mitte 19. Jahrhundert                                                                                           | Eingeschossig, Giebel verbrettert, baugeschichtlich und sozialgeschichtlich von Bedeutung, zweite Stube Umgebindeimitation, ein Dachhäuschen | 09225792 |
| Direkt Bild zu diesem Denkmal hochladen | Wohnhaus (Umgebinde) | Untere Viebiggasse 13 (Karte)           | Ende 19. Jahrhundert                                                                                            | Eingeschossig mit Drempel, baugeschichtlich von Bedeutung, Drempel und Giebel Fachwerk, ziegelversetzt | 09225791 |
| Direkt Bild zu diesem Denkmal hochladen | Wohnhaus (Umgebinde) | Untere Viebiggasse 15 (Karte)           | Mitte 19. Jahrhundert                                                                                           | Eingeschossig, Giebel verbrettert, baugeschichtlich und sozialgeschichtlich von Bedeutung, originale Fenster und Tür, Holzlattenzaun, mit zweigeschossigem Rückbau | 09225790 |
| Direkt Bild zu diesem Denkmal hochladen | Wohnhaus (Umgebinde) | Untere Viebiggasse 17 (Karte)           | 2. Hälfte 19. Jahrhundert                                                                                       | Eingeschossiges Doppelstubenhaus, Giebel verbrettert, baugeschichtlich und sozialgeschichtlich von Bedeutung, originale Haustür, profilierte Säulen, Dach zum Teil vorgezogen, drei Dachhäuschen | 09225793 |
|                                         | Wohnhaus (Umgebinde) | Untere Viebiggasse 19 (Karte)           | 1. Hälfte 19. Jahrhundert                                                                                       | Doppelstubenhaus, Obergeschoss Fachwerk, verschiefert, baugeschichtlich von Bedeutung, teilweise originale Fenster, originale Haustür, drei Fledermausgauben | 09225794 |
|                                         | Wohnhaus (Umgebinde), Gartenhäuschen und Einfriedung | Weberstraße (Ebersbach) 1 (Karte)       | Bezeichnet mit 1815 (Korbbogentür)                                                                              | Obergeschoss Fachwerk, Rückseite verschiefert, reich dekorierte Fensterverkleidungen, baugeschichtlich von Bedeutung, bis 2010 irrtümlich unter Untere Kirchgasse 1 in der Denkmalliste | 09225592 |
| Direkt Bild zu diesem Denkmal hochladen | Bachmauer der Spree | Weberstraße 4, 6 (gegenüber) (Karte)    | 19./20. Jahrhundert, Bachmauer                                                                                  | Beidseitig, regelmäßiger und unregelmäßiger Bruchstein mit eingebundenen Pfosten der Straßenbegrenzung, alles Granit, bau- und ortsgeschichtlich von Bedeutung | 09305925 |
| Direkt Bild zu diesem Denkmal hochladen | Ländliches Wohnhaus | Weberstraße (Ebersbach) 4 (Karte)       | Mitte 19. Jahrhundert                                                                                           | Eingeschossig mit Drempel, Dachhäuschen, Giebel verschiefert, sozialgeschichtlich von Bedeutung, mit Dachhäuschen | 09225594 |
|                                         | Wohnhaus (Umgebinde) | Weberstraße (Ebersbach) 5 (Karte)       | 1. Hälfte 19. Jahrhundert                                                                                       | Obergeschoss Fachwerk, verschiefert, baugeschichtlich von Bedeutung, gefährdet, Verschieferung mit blau-weißem Muster | 09225558 |
| Direkt Bild zu diesem Denkmal hochladen | Wohnhaus (Umgebinde) | Weberstraße (Ebersbach) 6 (Karte)       | 1. Hälfte 19. Jahrhundert; Umbau um 1904                                                                        | Obergeschoss Fachwerk, verbrettert, baugeschichtlich von Bedeutung, originale Biberschwanzdeckung von ca. 1910, Fenster aus der gleichen Zeit, originale Haustür, Scheunentor | 09225593 |
|                                         | Wohnhaus (Umgebinde) | Weberstraße (Ebersbach) 7 (Karte)       | Bezeichnet mit 1833 (Türsturz)                                                                                  | Obergeschoss Fachwerk, verschiefert, baugeschichtlich von Bedeutung, linke Hälfte verblendete Blockstube, zum Teil originale Fenster, Tür, Dach mit Schieferdeckung, Verschieferung mit blau-weißem Muster | 09225560 |
| Weitere Bilder                          | Wohnhaus (Umgebinde) | Weberstraße (Ebersbach) 11 (Karte)      | 1. Hälfte 19. Jahrhundert                                                                                       | Doppelstubenhaus, Obergeschoss Fachwerk, verschiefert, baugeschichtlich von Bedeutung, originale Fenster, mit Biberschwanzdeckung, drei Fledermausgauben, Granitbank, Granitsteinpflasterung, Verschieferung mit blau-grauem Muster | 09225566 |
| Direkt Bild zu diesem Denkmal hochladen | Wohnstallhaus | Weberstraße (Ebersbach) 12 (Karte)      | Bezeichnet mit 1801                                                                                             | Obergeschoss Fachwerk, Korbbogengewände bezeichnet, linker Giebel verbrettert und verschiefert, baugeschichtlich von Bedeutung, Fenster erneuert, originale Haustür, schmiedeeiserne Gitter, Krüppelwalm mit originaler Biberschwanzdeckung mit fünf Fledermausgauben, Scheune Abbruch | 09225559 |
| Weitere Bilder                          | Wohnhaus (Umgebinde) | Weberstraße (Ebersbach) 13 (Karte)      | Bezeichnet mit 1829 (Türstock)                                                                                  | Obergeschoss Fachwerk, verschiefert, baugeschichtlich von Bedeutung, Fenster und Türen original, schmiedeeisernes Gitter, Verschieferung mit blau-weißem Muster, leerstehend, sehr gefährdet | 09225564 |
| Weitere Bilder                          | Wohnhaus (Umgebinde) | Weberstraße (Ebersbach) 14 (Karte)      | 2. Viertel 19. Jahrhundert                                                                                      | Eingeschossiges Doppelstubenhaus, baugeschichtlich und sozialgeschichtlich von Bedeutung, profilierte Ständer, Dachdeckung originaler Biberschwanz mit drei Dachhäuschen, originale Fenster | 09225561 |
| Direkt Bild zu diesem Denkmal hochladen | Wohnhaus und Scheune eines Bauernhofes | Weberstraße (Ebersbach) 16 (Karte)      | Bezeichnet mit 1774 (Korbbogenportal im Schlussstein)                                                           | Wohnhaus Obergeschoss Fachwerk, Mansarddach, Scheune Obergeschoss verbrettert, Dachhecht, baugeschichtlich und wirtschaftsgeschichtlich von Bedeutung | 09225563 |
| Weitere Bilder                          | Wohnhaus (Umgebinde) | Weberstraße (Ebersbach) 20 (Karte)      | 2. Viertel 19. Jahrhundert                                                                                      | Eingeschossiges Doppelstubenhaus, Giebel Fachwerk, baugeschichtlich und sozialgeschichtlich von Bedeutung, originale Dachdeckung mit drei Dachhäuschen, originale Fenster und Tür, Fachwerk mit Ziegel ausgefacht | 09225562 |
|                                         | Wohnhaus (Umgebinde) | Wiesenstraße (Ebersbach) 2 (Karte)      | Um 1890 | Mit Zierfachwerk, zum Teil verschiefert, Beispiel der neueren Holzbauweise, baugeschichtlich von Bedeutung, originale Haustür, zum Teil originale Fenster | 09226391 |
| Direkt Bild zu diesem Denkmal hochladen | Wohnhaus (Umgebinde) | Wiesenstraße (Ebersbach) 5 (Karte)      | 2. Hälfte 19. Jahrhundert                                                                                       | Eingeschossig, baugeschichtlich und sozialgeschichtlich von Bedeutung, originale Fenster, Biberschwanzdeckung mit drei Dachhäuschen | 09226372 |
|                                         | Wohnhaus (Umgebinde) | Wiesenstraße (Ebersbach) 8 (Karte)      | Mitte 19. Jahrhundert                                                                                           | Doppelstubenhaus, Obergeschoss Fachwerk, verschiefert, baugeschichtlich von Bedeutung, mehrere Fenster vergrößert, rechte Blockstube noch mit originalen Fenstern, neue Biberschwanzdeckung | 09226379 |
| Weitere Bilder                          | Wohnstallhaus (Umgebinde), Seitengebäude und Auszugshaus eines Dreiseithofes                                                                                                   | Wiesenstraße (Ebersbach) 10 (Karte)     | 1. Hälfte 19. Jahrhundert                                                                                       | Wohnstallhaus Obergeschoss Fachwerk, Giebel verbrettert, Seitengebäude verbrettert, Auszugshaus Obergeschoss Fachwerk, baugeschichtlich und wirtschaftsgeschichtlich von Bedeutung, Wohnstallhaus mit originalen Fenstern, neue Biberschwanzdeckung, Ausgedingehaus renoviert | 09226378 |
| Direkt Bild zu diesem Denkmal hochladen | Wohnhaus in Ecklage | Wiesenstraße (Ebersbach) 12 (Karte)     | 1920er Jahre | Putzbau mit Ladengeschäft und Erker, baugeschichtlich von Bedeutung, originales Ladengeschäft, originale Fenster und Tür | 09226390 |
| Direkt Bild zu diesem Denkmal hochladen | Wohnhaus | Wiesenstraße (Ebersbach) 13 (Karte)     | Um 1880 | Reiche Putzgliederung, am Giebel Erker, baugeschichtlich von Bedeutung, originale Fenster, im Anbau farbige Bleiglasscheiben, Dachdeckung Biberschwanz mit Fledermausgauben | 09226377 |
|                                         | Wohnstallhaus und Seitengebäude | Wiesenstraße (Ebersbach) 16 (Karte)     | Um 1800 | Wohnstallhaus Obergeschoss Fachwerk, baugeschichtlich und wirtschaftsgeschichtlich von Bedeutung, zum Teil originale Fenster, originale Haustür, rechter Giebel verschiefert, Seitengebäude Fachwerk, mit Ziegel ausgefacht | 09226373 |
| Weitere Bilder                          | Wohnhaus (Umgebinde) und Einfriedung | Wiesenstraße (Ebersbach) 18 (Karte)     | 2. Hälfte 19. Jahrhundert                                                                                       | Eingeschossig, baugeschichtlich von Bedeutung, drei Dachhäuschen, linke Hälfte verändert, Dachdeckung glasierer Biberschwanz, zum Teil originale Fenster | 09226374 |
| Direkt Bild zu diesem Denkmal hochladen | Wohnstallhaus und Scheune eines Zweiseithofes | Wiesenstraße (Ebersbach) 21 (Karte)     | Bezeichnet mit 1817                                                                                             | Wohnstallhaus im Türsturz bezeichnet, baugeschichtlich und wirtschaftsgeschichtlich von Bedeutung, Dachdeckung Biberschwanz mit Fledermausgauben | 09226365 |
|                                         | Wohnhaus (Umgebinde) | Wiesenstraße (Ebersbach) 22 (Karte)     | 2. Hälfte 19. Jahrhundert                                                                                       | Eingeschossig, baugeschichtlich und sozialgeschichtlich von Bedeutung, zum Teil originale Fenster, Biberschwanzdeckung | 09226376 |
| Direkt Bild zu diesem Denkmal hochladen | Weberei und Druckerei Ernst Fritz; Fabrik mit Verwaltungsgebäude, winkligem Nebengebäude mit Garagen, zwei Produktionsgebäuden, Pförtnerhaus und Toreinfahrt                   | Wiesenstraße (Ebersbach) 24, 26 (Karte) | Um 1905 (Verwaltungsgebäude); um 1890 (Nr. 1); um 1900 (Nr. 2); 1910 (Pförtnerhaus)                             | Baugeschichtlich und ortsgeschichtlich von Bedeutung. Verwaltungsgebäude: ziegelverblendet, mit Zierfachwerk und Dachreiter, originale Fenster und Biberschwanzdeckung. Pförtnerhaus mit Biberschwanzdeckung, Toreinfahrt mit Jugendstildekor. Dreigeschossiges Produktionsgebäude (1) mit schlichter Putzfassade. Produktionsgebäude (2) mit neobarockem Schweifgiebel, mit Ziegelverblendern als Dekor. | 09226368 |
| Weitere Bilder                          | Wohnhaus (Umgebinde) | Zittauer Straße (Ebersbach) 3 (Karte)   | 2. Hälfte 19. Jahrhundert                                                                                       | Obergeschoss Fachwerk, verkleidet, baugeschichtlich von Bedeutung, zum Teil originale Fenster, stammt mit Nummer 5 angeblich aus Neugersdorf (?) | 09226037 |
| Weitere Bilder                          | Wohnhaus (Umgebinde) | Zittauer Straße (Ebersbach) 5 (Karte)   | 2. Hälfte 19. Jahrhundert                                                                                       | Obergeschoss Fachwerk, verkleidet, baugeschichtlich von Bedeutung, Untergeschoss verkleidet, originale Biberschwanzbedachung | 09226038 |
| Direkt Bild zu diesem Denkmal hochladen | Wohnstallhaus (Umgebinde) und Scheune eines Bauernhofes | Zittauer Straße (Ebersbach) 9 (Karte)   | 2. Hälfte 19. Jahrhundert                                                                                       | Wohnstallhaus Obergeschoss Fachwerk, zum Teil verbrettert, Scheune zum Teil verbrettert, baugeschichtlich und wirtschaftsgeschichtlich von Bedeutung, Biberschwanzbedachung, zum Teil originale Fenster, Windfang | 09226039 |
| Direkt Bild zu diesem Denkmal hochladen | Verzehr- und Verpflegungsgaststätte mit Wohnungen | Zittauer Straße (Ebersbach) 31a (Karte) | 1920er Jahre | Einfacher Putzbau, ortsgeschichtlich von Bedeutung | 09226995 |
| Direkt Bild zu diesem Denkmal hochladen | Gasthof Ameise | Zittauer Straße (Ebersbach) 40 (Karte)  | 1920er Jahre | Putzbau mit Walmdach, ortsgeschichtlich von Bedeutung | 09226994 |
|                                         | Wohnhaus (Umgebinde), ohne Anbau | Zittauer Straße (Ebersbach) 46 (Karte)  | Mitte 19. Jahrhundert                                                                                           | Obergeschoss Fachwerk, baugeschichtlich von Bedeutung, Umgebinde mit profilierten Säulen, im Erdgeschoss repräsentative Blendrahmen | 09225612 |
|                                         | Wohnhaus (Umgebinde) | Zittauer Straße (Ebersbach) 48 (Karte)  | Mitte 19. Jahrhundert                                                                                           | Eingeschossig, baugeschichtlich und sozialgeschichtlich von Bedeutung, Eingangsbereich, Giebel und Stube rechts verbrettert, ein Dachhäuschen | 09225613 |
| Direkt Bild zu diesem Denkmal hochladen | Wohnhaus (Umgebinde) | Zittauer Straße (Ebersbach) 56 (Karte)  | Um 1850 | Eingeschossiges Doppelstubenhaus, baugeschichtlich und sozialgeschichtlich von Bedeutung, Haustür massiv mit Backstein eingefasst, linke Seite profilierte Ständer, Haustür 1920er Jahre | 09226993 |

## Tabellenlegende
- Bild: Bild des Kulturdenkmals, ggf. zusätzlich mit einem Link zu weiteren Fotos des Kulturdenkmals im Medienarchiv Wikimedia Commons. Wenn man auf das Kamerasymbol klickt, können Fotos zu Kulturdenkmalen aus dieser Liste hochgeladen werden:
- Bezeichnung: Denkmalgeschützte Objekte und ggf. Bauwerksname des Kulturdenkmals
- Lage: Straßenname und Hausnummer oder Flurstücknummer des Kulturdenkmals. Die Grundsortierung der Liste erfolgt nach dieser Adresse. Der Link (Karte) führt zu verschiedenen Kartendiensten mit der Position des Kulturdenkmals. Fehlt dieser Link, wurden die Koordinaten noch nicht eingetragen. Sind diese bekannt, können sie über ein Tool mit einer Kartenansicht einfach nachgetragen werden. In dieser Kartenansicht sind Kulturdenkmale ohne Koordinaten mit einem roten bzw. orangen Marker dargestellt und können durch Verschieben auf die richtige Position in der Karte mit Koordinaten versehen werden. Kulturdenkmale ohne Bild sind an einem blauen bzw. roten Marker erkennbar.
- Datierung: Baubeginn, Fertigstellung, Datum der Erstnennung oder grobe zeitliche Einordnung entsprechend des Eintrags in der sächsischen Denkmaldatenbank
- Beschreibung: Kurzcharakteristik des Kulturdenkmals entsprechend des Eintrags in der sächsischen Denkmaldatenbank, ggf. ergänzt durch die dort nur selten veröffentlichten Erfassungstexte oder zusätzliche Informationen
- ID: Vom Landesamt für Denkmalpflege Sachsen vergebene, das Kulturdenkmal eindeutig identifizierende Objekt-Nummer. Der Link führt zum PDF-Denkmaldokument des Landesamtes für Denkmalpflege Sachsen. Bei ehemaligen Kulturdenkmalen können die Objektnummern unbekannt sein und deshalb fehlen bzw. die Links von aus der Datenbank entfernten Objektnummern ins Leere führen. Ein ggf. vorhandenes Icon  führt zu den Angaben des Kulturdenkmals bei Wikidata.

## Ausführliche Denkmaltexte
1. ↑   Dehio – Handbuch der deutschen Kunstdenkmäler / Sachsen Band 1:

Verputzter Bruchsteinbau mit Putzgliederung und Rundbogenfenstern. Im Osten als kleiner, runder Anbau die Sakristei. Im Süden an der Osterweiterung Eingangsbau auf oktogonalem Grundriss. Das mansardartige Dach mit segmentbogenförmigen Fenstern, der Dachreiter im Osten auf oktogonalem Grundriss mit Trommel, Laterne und geschweifter Haube. Der Westturm von 1682, im unteren Teil auf quadratischem, im oberen auf oktogonalem Grundriss, der Abschluss von 1901. An der Südseite des Westbaus Portal mit Korbbogen und seitlichen Pfeilern, im weit ausladendem Gesims ein Schlussstein mit Bibelspruch. Der Saal mit hölzernem Tonnengewölbe, das sich im Osten weitet und kuppelartig abschließt. Umlaufende, reich gestaltete Emporen auf ausbauchenden, gefassten, hölzernen Vierkantpfeilern, an der Nord- und Südseite sowie im östlichen Teil dreigeschossig, an der Westseite zweigeschossig, im oberen Geschoss 1885 halbrund vorgezogen. An den unteren Emporenbrüstungen des Saals Bibelillustrationen des Alten und Neuen Testaments, an denen der Osterweiterung christliche Emblemata, beide mit Reimsprüchen, datiert 1733.
Beachtenswerte barocke Malerei: in der Tonne des Saales über einem, die Mauer abschließenden, steinimitierenden Gesims Darstellung von Wolken, Engeln und den Allegorien von Glaube und Liebe, in der Mitte der Osterweiterung ein Gottesauge mit umgebenden Wolken- und Engelsgruppen, von Gottfried Weise 1733.
Ausstattung: Prachtvoller Ziboriumaltar. Umgeben wird der Altar von vier, im Halbrund stehenden Säulen, die ein kräftig profiliertes Gesims tragen, darüber vier geschweifte Bögen mit Akanthusranken, die das Zimborium bilden. Altar mit zwei seitlichen, übereck gestellten Pilastern, darüber rundbogiger Abschluss. Als Altarbild ein gefasstes Stuckrelief mit der Darstellung Christi am Ölberg, allegorische Figuren der Liebe und des Glaubens über den seitlichen Durchgängen zur Sakristei, datiert 1787. – Hölzerne, hexagonale Kanzel an der Nordempore, am Korb mit Kanneluren, der Schalldeckel mit Blattstab und Stoffgehängen, darüber kräftige Akanthusranken, als Abschluss eine Urne, datiert 1788. – Der dreieckige Tauftisch aus Holz mit karyatidenartigen Engelsfiguren, das Becken aus Zinn, datiert 1725. – Reich verzierter, prachtvoller, barocker Orgelprospekt mit Akanthusranken, Fruchtschnüren, Vasen und Blüten, 1685 von Christoph Dressel aus Leipzig in Zusammenarbeit mit dem Tischler Heinrich Prescher aus Zittau und dem Hofschnitzer Paul Hartmann aus Jena errichtet, 1738 aus der Zittauer Johanniskirche hierhin versetzt. – Hölzerner Kruzifix an der Südempore, um 1700. Hinter dem Altar ein Beichtstuhl mit stichbogenartig geführtem Gesims und korinthischen Pilastern.
An der Außenwand der Kirche mehrere Grabdenkmäler des 18. und 19. Jahrhunderts, darunter das Sandsteinepitaph für Johann Christoph Dreßler und seine Familie: sein geschweifter, mit Rocaillen besetzter Sockel trägt zwei Inschriftentafeln in Rokokorahmen, darüber zwei kleine Engel und eine Urne als Abschluss, um 1772.

## Einzelnachweis
1. ↑  Markus van Appeldorn: Wie eine Blockstube zur kleinen Sensation wird. In: Sächsische Zeitung. 29. November 2022 (kostenpflichtig online [abgerufen am 29. November 2022]).